# Stadio Artemio Franchi
Lo stadio Artemio Franchi, noto in passato come stadio Giovanni Berta e stadio Comunale, è un impianto sportivo di Firenze, in Italia. Situato nel quartiere di Campo di Marte, è sede degli incontri interni calcistici dell'ACF Fiorentina.
Progettato da Pier Luigi Nervi su iniziativa del marchese Luigi Ridolfi da Verrazzano, lo stadio venne inaugurato il 13 settembre 1931 con un'amichevole contro l'Admira Wien sull'area in cui sorgeva l'aerodromo di Firenze-Campo di Marte. Intitolata inizialmente a Giovanni Berta, nel dopoguerra la struttura divenne "stadio Comunale", ottenendo l'attuale denominazione nel 1991 in onore di Artemio Franchi, dirigente sportivo già presidente della Federazione Italiana Giuoco Calcio e della UEFA. L'impianto, che può ospitare 43 147 spettatori, è il più capiente impianto sportivo di Firenze e il quinto stadio italiano per capienza. Esempio di architettura razionalista e noto come una delle più innovative architetture italiane tra le due guerre, è ricco di elementi innovativi e avveniristici per l'epoca, come la pensilina priva di sostegni intermedi, le scale elicoidali e la torre di Maratona.
Lo stadio Artemio Franchi ha ospitato diverse partite di calcio internazionali, in particolare durante la Coppa del Mondo del 1934, le Olimpiadi del 1960, il campionato europeo del 1968 e la Coppa del Mondo del 1990, venendo ristrutturato per quest'occasione alla fine degli anni ottanta eliminando la pista di atletica. Oltre al calcio, l'impianto è stato utilizzato per altri sport, come il rugby, il baseball, il pugilato, l'atletica leggera e il ciclismo, fungendo da arrivo per alcune tappe del Giro d'Italia; lo stadio fu inoltre teatro della strage dei martiri del Campo di Marte e delle visite pastorali di papa Giovanni Paolo II nel 1986 e di papa Francesco nel 2015.

## Storia

### Premesse

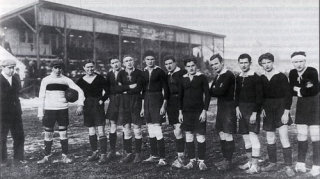
Il primo incontro ufficiale dell'Associazione Calcio Fiorentina presso lo stadio di via Bellini

Agli inizi del XX secolo nel capoluogo toscano il calcio veniva giocato dalle varie squadre della città sul prato di San Donato prima, spostandosi poi presso il parco delle Cascine, in particolare nel prato del Quercione; dal 1917 tuttavia, Palazzo Vecchio decise di vietare la pratica calcistica nella maggiore zona verde della città. I club calcistici fiorentini si videro così costretti a trovare nuovi terreni di gioco in cui disputare gli incontri del campionato di Prima Categoria; in particolare, il Club Sportivo Firenze si trasferì nel velodromo delle Cascine, mentre la Palestra Ginnastica Fiorentina Libertas si spostò in un campo situato nei pressi del Fosso Macinante, tra via delle Cascine, via Paisiello e la ferrovia verso Livorno. Presto tuttavia quest'ultimo si rivelò insufficiente a sostenere il gran numero di tifosi della squadra bianco-rossa, i cui soci decisero quindi di costruire un nuovo impianto sportivo su un appezzamento di terra tra via Maragliano e via Bellini, al tempo nella periferia della città.

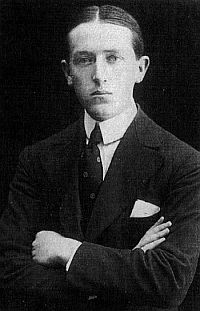
Luigi Ridolfi da Verrazzano

Lo Stadio Velodromo Libertas, noto appunto anche come "Stadio di via Bellini", venne inaugurato il 22 aprile 1922 e divenne la principale struttura sportiva cittadina, ospitando inoltre anche l'arrivo della terza tappa del Giro d'Italia del 1923 e dalla seconda tappa del Giro d'Italia del 1924. Negli anni tuttavia, con la nascita dell'Associazione Calcio Fiorentina, società calcistica nata nel agosto 1926 con la fusione tra il Club Sportivo e la Libertas che disputava le proprie partite interne in questa struttura, l'impianto da 10 000 posti si rivelò anch'esso incapace di far fronte alle esigenze del pubblico. Così il primo presidente della Fiorentina, Luigi Ridolfi Vay da Verrazzano, segretario generale del Fascio di Firenze appartenente a una delle più antiche famiglie nobili della città, considerando anche il crescente entusiasmo in città per il calcio, già dal 1926 ritenne necessaria la costruzione di un nuovo grande impianto cittadino, che potesse competere con le altre strutture calcistiche dell'epoca.
Tra gli anni venti e trenta, sorsero infatti in molte città italiane nuovi stadi, tra cui lo Stadio Nazionale di Roma, lo Stadio Littoriale di Bologna e lo Stadio Benito Mussolini di Torino, evidenziando così l'attenzione delle autorità fasciste nei confronti dello sport con la costruzione di impianti sportivi funzionali e capienti a costo di ingenti risorse economiche. Inoltre il regime vedeva nell'architettura e nell'urbanistica un importante strumento di propaganda, concretizzando in questo modo il rapporto tra modernità e tradizione propria di quella corrente politica. Per quanto riguarda il capoluogo toscano, a partire dalla metà degli anni 1920 si ebbero una serie di interventi urbanistici che trasformarono buona parte dei quartieri cittadini, rinnovando profondamente l'organizzazione urbana di Firenze; così, in un clima di notevole trasformazione architettonica, le autorità cittadine supportarono l'idea di costruire un nuovo stadio sportivo, di cui un primo progetto venne proposto al Comune dal Collegio toscano degli Architetti e degli Ingegneri già nel 1920.

### Il progetto

Pier Luigi Nervi nel 1931

Un primo progetto per la costruzione di un nuovo stadio nel parco delle Cascine fu proposto al Comune di Firenze nel 1929 dall'Impresa Anonima Cementi Armati di Genova, proponendo un impianto di ispirazione secessionista nei pressi di via Tartini. Nello stesso anno il gruppo rionale fascista "Giovanni Berta" chiese alle autorità cittadine di dotare il quartiere de le Cure di un campo sportivo regolamentare; il podestà fiorentino Giuseppe Della Gherardesca accolse favorevolmente la richiesta e iniziò le pratiche per l'acquisto di un'area posta tra via Faentina e via della Palancola in cui realizzare un impianto di modeste dimensioni funzionale sia al calcio che all'atletica con tribune in cemento armato; il 3 dicembre 1929 venne ufficializzata la delibera per l'acquisizione di quel lotto di terreno, mentre il 7 febbraio 1930 fu approvata la costruzione dello stadio, tuttavia le trattative con la Cappellania di San Giuseppe e Sant'Ignazio di Scandicci, proprietaria dell'area, si bloccarono e si decise così di cercare un'altra sistemazione.
Nel luglio 1930, grazie anche alla pressione svolta da Ridolfi presso le istituzioni politiche e militari, il Comune ottenne dal Ministero della Guerra una porzione dell'area di Campo di Marte di proprietà del demanio militare, in cui si trovava la piazza d'armi e il dismesso aerodromo di Firenze-Campo di Marte, realizzato nel 1910 e chiuso proprio nel 1930 per problemi di sicurezza. La zona forniva le necessarie garanzie per realizzare a Firenze uno stadio che rispondesse ai requisiti richiesti dalle federazioni sportive internazionali, grazie ai vasti spazi disponibili in cui costruire e alla rete di trasporti cittadina e nazionale, con già presente una stazione ferroviaria. L'area concessa dai tecnici militari fu delimitata da alcuni paletti, tuttavia pare che Ridolfi, probabilmente insieme ad alcuni dirigenti della Fiorentina, si recasse di notte nella zona per ampliare la superficie del futuro stadio, spostando i paletti di diversi metri. In ogni caso, grazie alle possibilità date dalla superficie edificabile disponibile pari a circa 50000 m², il disegno iniziale del 1929 fu notevolmente modificato, inserendo una pista di atletica omologata secondo le più recenti norme di settore, elevando il ripiano del parterre a 2,65 m per permettere la circolazione e l'accesso del pubblico sotto le gradinate e ampliando l'estensione della copertura, con la conseguente creazione di una tribuna d'onore.

Plastico dello stadio del 1930

Lo stadio venne progettato già a partire dal 1929 da Pier Luigi Nervi, con la collaborazione di Gioacchino Luigi Mellucci per alcuni elementi. Il marchese Ridolfi aveva conosciuto l'ingegnere nativo di Sondrio qualche anno prima, quando gli aveva commissionato la fabbricazione della tribuna dello stadio d'atletica dell'ASSI Giglio Rosso, lungo Viale dei Colli. Il 16 marzo 1930 Nervi presentò ufficialmente il progetto, concordato con lo stesso Ridolfi, per la realizzazione di un primo lotto di lavori relativo alla costruzione di tribune coperte; con la delibera del 17 luglio di Della Gherardesca, venne affidato direttamente l'appalto della costruzione di quegli spalti all'impresa romana Nervi & Nebbiosi. Il 17 ottobre 1930 venne deliberata ufficialmente la costruzione dello stadio, i cui pagamenti avvenivano «per avanzamento lavori, con un importo non inferiore a 50 000 lire». Il nome dell'impianto fu già deciso che sarebbe stato "Giovanni Berta", in onore dell'omonimo militante fascista delle squadre d'azione fiorentine ucciso nel 1921 da alcuni militanti comunisti durante gli scontri del Pignone.
Il contratto d'appalto fu firmato il 1º dicembre 1930 e di esso erano parte integrante il Disciplinare redatto dalla Direzione dei Servizi Tecnici del Comune, l'Estratto dei calcoli di stabilità e cinque tavole di elaborati grafici. Secondo quanto stabilito dal Disciplinare, i lavori comprendevano gli scavi di fondazione per i pilastri portanti e la struttura in cemento armato fino alla profondità di 2,5 m, le opere di fondazione, pilastri, gradinate, mensoloni e solette laterizi della copertura, un solaio per tutta la lunghezza delle tribune delle dimensioni stabilite nei disegni, i solettoni delle rampe delle scale di accesso sia alle gradinate che alla tribuna reale e gli intonaci di cemento ai gradoni. La durata dei lavori fu stabilità a 180 giorni, con una penale di ₤ 500 per ogni giorno di eventuale ritardo. Solo nel maggio 1931 fu altresì stipulato il contratto per la sistemazione dei locali posti sotto la tribuna, i cui lavori dovevano essere "condotti in economia".
La progettazione dell'ingresso principale fu affidata a Alessandro Giuntoli, architetto capo dell'Ufficio edilizia del Comune. All'ufficio tecnico di Palazzo Vecchio, diretto da Enrico Pelleschi, e a Fiorenzo De Reggi spettò invece la disposizione generale del campo da gioco, le sistemazioni interne e la distribuzione dei locali interni; sotto le tribune, distribuiti su due piani, dovevano sorgere due palestre, di cui una di 1400 m² che aveva anche corsie per l'allenamento invernale delle corse podistiche, un ambulatorio medico, gli spogliatoi, sei stanze per gli uffici amministrativi, alcuni locali tecnici, il magazzino, due saloni per l'accesso alla tribuna d'onore, vari servizi igienici e anche alcune abitazioni per gli atleti e il custode.

### La costruzione

Fasi finali della costruzione della pensilina a sbalzo della tribuna coperta

A causa delle difficoltà nell'ottenimento dei finanziamenti richiesti, lo stadio fu realizzato in due fasi distinte, la prima tra l'ottobre 1930 e il novembre 1931 e la seconda tra il luglio e il dicembre 1932, facendo in modo di avere un impianto funzionale il prima possibile anche qualora non fossero ancora state completate tutte le strutture. L'acquisto dell'area di Campo di Marte si concluse il 15 luglio 1930 e il Giornale dei lavori del primo lotto, intestato all'impresa Nervi e Nebbiosi, riporta al 25 luglio l'apertura del cantiere, circa una settimana dopo l'ufficializzazione della costruzione delle tribune coperte; la ditta Pelagatti e Vignoli iniziò già in quel mese a sterrare e a drenare il campo, operazione che si protrasse fino al 1931. Già il 2 settembre, prima dell'inizio della costruzione dell'impianto, Ridolfi richiese il preventivo per la tribuna da costruirsi nel lato opposto rispetto a quella coperta. Due settimane più tardi Della Gherardesca bloccò per problematiche tecniche l'inizio del lavori, che iniziarono comunque il 4 ottobre con lo sterro per la fondazione dei pilastri, le cui armature in ferro arrivarono solo il 19 novembre. Il 4 dicembre iniziò definitivamente la costruzione dell'impianto del cantiere delle tribune, mentre in contemporanea si poneva mano alla struttura delle scale elicoidali interne di accesso alla tribuna d'onore.

Lo stadio Giovanni Berta al termine del primo lotto di lavori nel 1931

Il podestà, con una lettera del 2 gennaio 1931, sollecitò la costruzione innanzitutto degli elementi indispensabili dell'impianto a discapito del resto delle strutture, rimanendo sotto il limite di un milione di lire per quanto riguarda i costi totali; il 29 gennaio furono comunque redatti i progetti per la costruzione degli spogliatoi, di alcuni locali sotto la tribuna coperta, del muro perimetrale esterno, oltre ad una perizia relativa al completamento del campo da gioco. Grazie all'organizzazione del cantiere disposta da Nervi, i lavori procedettero con buona velocità: tra marzo e aprile 1931 furono eseguiti il getto dei pilastri della copertura della tribuna, la posa in opera delle mensole di copertura e l'armatura del solaio, mentre l'11 maggio iniziò il disarmo della pensilina in cemento armato della tribuna d'onore. Il 31 dello stesso mese venne comunicata la conclusione dei lavori della tribuna coperta; parallelamente il 4 maggio Nervi aveva consegnato il progetto per la costruzione di altre due strutture ricettive per i tifosi, lunghe 60 metri, di fronte agli spalti appena edificati, tra le quali poi verrebbe eretta in seguito la torre di Maratona.
La preparazione del fondo per il terreno di gioco, affidata alla ditta torinese "Ing. De Bernardi" e avviata nell'estate del 1930, si dimostrò «qualitativamente eccezionale». Come testimoniato da una lettera inviata a Ridolfi nel maggio del 1932, l'azienda disse di aver ottenuto tale risultato attraverso l'uso di «terre vegetali scelte ed opportunamente mescolate ad altro materiale per correggerne la natura in modo da renderle perfettamente adatte a un campo da calcio. Le suddette terre seminate con le opportune miscele di varie ottime semenze hanno prodotto un tappeto erboso consistente e uniforme il quale garantisce il regolare salto della palla, cosa questa indispensabile perché possa essere svolto un gioco tecnico e d'intesa». Fu inoltre inserito un doppio strato di sottofondo, alto oltre due metri e realizzato con pietre del fiume Arno, che consentì al terreno un ottimo drenaggio dell'acqua in caso di pioggia, considerato tra i migliori in Italia. In questa fase di lavori venne costruita anche la pista di atletica leggera lunga 500 m, realizzata gettando uno strato di 30 cm di scorie di carbone compresso e ricoperto da una resina, che fu omologata secondo le norme della Federazione Italiana di Atletica Leggera; fu anche costruito un rettilineo lungo 219,60 m, che conferisce all’impianto la caratteristica forma a D. Davanti alla tribuna coperta vennero disposte delle pedane per il salto triplo e per il salto in lungo, mentre nello spazio tra le curve e il campo da calcio vennero collocate le postazioni per il salto con l'asta, il salto in alto e per i vari lanci.

L'inizio del secondo lotto di lavori

Il 20 giugno 1931, dopo aver presentato i disegni e i calcoli strutturali necessari, a Nervi fu affidata ufficialmente la costruzione delle tribune scoperte, lunghe 120 m. Dopo che fu completata la delibera per la costruzione di quegli spalti, l'ingegnere di Sondrio fu costretto poi ad inviare una lettera al Comune di Firenze minacciando di sospendere i lavori qualora il Comune non avesse provveduto a saldare le spettanze; i pagamenti vennero comunque elargiti solo nel gennaio 1932. Il 19 settembre 1931 venne confermata la fine lavori per le varie tribune. Tra il 9 di quel mese e il 24 ottobre, periodo in cui si cominciò a costruire le biglietterie all'esterno dell'impianto e il sottopassaggio per l'accesso dei calciatori al campo, lungo 35 m e disposto a oltre 5 m di profondità, si svolsero i collaudi di alcuni tratti delle gradinate scoperte, alla presenza di De Reggi, in qualità di direttore dei lavori, e di Nervi, con un carico di prova pari a 500 kg/cm³ su richiesta dell'impresa, rispetto ai 400 kg/cm³ richiesti dai committenti. il 21 novembre 1931 fu firmato il verbale di ultimazione lavori.

Lavori su una scala elicoidale

Il 13 giugno 1932, al termine del campionato di calcio, durante il quale i lavori si fermarono per permetterne lo svolgimento, l'Ufficio Tecnico comunale trasmise a Della Gherardesca la richiesta di avvio del secondo lotto, relativa alla costruzione delle tribune delle curve, delle tre scale elicoidali esterne e della torre di Maratona, oltre alla sistemazione definitiva dei locali sotto i parterre. A favorire la seconda fase di lavori furono sia la visita nel nuovo impianto del podestà, che rimase affascinato dalla maestosità architettonica dell'opera costruita fino a quel momento, sia la tramontana, che soffiava sull'impianto per diversi mesi dell'anno; solamente la costruzione delle curve avrebbe potuto chiudere le aperture esistenti tra le due tribune parallele esistenti, favorendo così il regolare svolgimento del gioco ed eliminando i disagi per il pubblico. I lavori, che vennero affidati alla Nervi & Bartoli, società fondata dall'ingegnere di Sondrio con il cugino Giovanni Bartoli dopo si era sciolta la Nervi & Nebbiosi, ripresero il 18 luglio 1932 e si conclusero il 15 dicembre dello stesso anno. Nel settembre 1932 fu terminata la costruzione della Curva Ferrovia, mentre, sul lato opposto, la Curva Fiesole fu dichiarata completata nel dicembre dello stesso anno; le ultime strutture che vennero ultimate furono la torre di Maratona e della relativa scala elicoidale e parte degli spalti che collegano la tribuna coperta alle due curve. Durante la seconda fase di lavori venne inoltre completata la facciata monumentale dal lato delle tribune, comprendente anche l'ingresso principale alla struttura, sul progetto di Giuntoli.

La torre di Maratona in costruzione

Fra il 22 ottobre e il 19 novembre, alla presenza di Tognetti, De Reggi e Piero Melucci, rappresentante della ditta di Nervi, si svolsero i collaudi di alcuni tratti delle tribune scoperte e della scala elicoidale sud. I test per gli ultimi settori delle gradinate, della scala centrale e del ripiano a sbalzo avvennero tra il 20 novembre 1932 e l'8 gennaio 1933. Le prove di collaudo delle tribune scoperte proseguirono ancora fino all'11 giugno 1933 mentre il certificato di collaudo definitivo delle strutture della tribuna coperta lato ovest fu redatto dall'ingegner Vittorio Tognetti l'11 luglio successivo, che proseguì poi il suo lavoro per tutto il resto dello stadio, terminandolo completamente solo nel 1934. Dalla lettura dei rapporti conclusivi emerge come le procedure di collaudo rientrassero generalmente in tipologie standard, mentre per le scale elicoidali fu necessario uno specifico progetto per effettuare le necessarie prove tecniche, a causa delle specifiche caratteristiche delle strutture in esame. I difetti riscontrati all'impianto furono tutti di lieve entità e generalmente dovuti alla velocità con cui questo era stato terminato; l'incidente più significativo che si registrò nei primi tempi fu la caduta di alcuni pezzi di intonaco della pensilina, durante una gara di atletica leggera, che però non ferirono nessuno per «scarsità di pubblico».
Il costo complessivo dell'opera, il cui progetto prevedeva una capienza massima di 45 000 spettatori, con 6 000 posti a sedere nella tribuna coperta, fu di oltre ₤ 6 500 000, per un costo per spettatore relativamente basso rispetto ai fondi che furono necessari per costruire altri stadi europei. Dopo la realizzazione del primo lotto di lavori, il comune di Firenze non mantenne gli impegni presi e si rifiutò di concedere i finanziamenti per il completamento dell'opera; così il marchese Ridolfi, convinto dell'importanza del progetto per la città toscana, si sostituì in parte alle casse pubbliche, e coprì con i propri mezzi circa un terzo del valore dell'opera, comprendente parte del secondo lotto e gli apparecchi per l'illuminazione e la diffusione audio. Ridolfi finanziò i lavori attraverso la vendita a Egidio Favi, allora proprietario del quotidiano La Nazione, del castello di Verrazzano e della villa di Vitigliano, nel Chianti fiorentino.

Panorama dello Stadio Berta completato nel 1933

L'originalità, il carattere innovativo e la pregevolezza dell'opera, che fu il primo progetto con cui Nervi riscosse un notevole interesse nel mondo architettonico e ingegneristico, nel suo coniugare la raffinatezza estetica e il rigore strutturale con le eleganti e ardite strutture in cemento armato furono apprezzate dagli addetti ai lavori; la stessa Rassegna del Comune sottolineava la bellezza della costruzione. Sigfried Giedion, durante la presentazione dell'impianto alla Triennale di Milano del 1933, riportata poi dal Quadrante, la definì «un'opera insuperata nel suo genere», mentre nella Prolusione all'anno accademico 1931-32, Raffaello Brizzi, direttore della Scuola Superiore di Architettura di Firenze, lodava la «nuova fabbrica dello stadio che intesa nel suo carattere, ha pregi notevoli di volumi ritmicamente disposti e composti in un ardito e solenne organismo costruttivo». Anche i giornali e le riviste ebbero modo di apprezzare la costruzione di Nervi, definendola «un'opera ricca, poderosa e coraggiosa». Dalle pagine di Architettura, Giovanni Michelucci ne esaltava lo «schietto carattere moderno», definendola «un'opera che delinea perfettamente il risveglio delle energie italiane e la cura che il regime ha giustamente dato anche alla educazione fisica della gioventù», invece nella rubrica Guida dell'Italia attuale de L'Ambrosiano, Pietro Maria Bardi ne evidenziò la funzionalità e la notevole valenza architettonica; Giuseppe Pagano, assieme allo stesso Bardi, ebbe ancora modo di apprezzare lo stadio in Casabella, sottolineando come la bellezza dello stadio derivasse «dal virtuosismo e dall'eleganza dell'impostazione scientifica». Anche varie riviste internazionali, come Bauwelt, Architectural Forum e Architectural Record, ebbero modo di elogiare la struttura di Nervi.
Ritenuto un capolavoro dell'architettura italiana degli anni trenta, lo stadio vuole essere un esempio del «rapporto tra programma funzionale, applicazione del calcolo strutturale e invenzione della forma architettonica», evidenziandone nel contempo anche l'assoluta eccezionalità nel panorama della produzione architettonica fiorentina dell'epoca; Il Franchi fu anche d'ispirazione per la costruzione di altri impianti sportivi in tutto il mondo; ad esempio lo Stadio Alberto José Armando detto La Bombonera di Buenos Aires utilizzò la stessa planimetria a D e le stesse innovative tecniche cementizie della struttura fiorentina. Uno dei maggiori allenatori degli anni venti e trenta, Hugo Meisl, tecnico del Wunderteam, descrisse il nuovo impianto fiorentino come «il migliore stadio del mondo sia dal punto di vista strettamente estetico che da quello della funzionalità delle sue attrezzature sportive e della comodità per il pubblico: un'opera all'altezza di Firenze».

### I primi anni

La nell'incontro inaugurale dello Stadio Giovanni Berta contro l'Admira Wien

Senza che fosse ancora completato interamente, mancando ancora le strutture del secondo lotto dei lavori, l'impianto venne ufficialmente inaugurato il 13 settembre 1931 con la partita tra Fiorentina e l'Admira Wien, terminata 1-0 in favore dei Viola con un gol di Pedro Petrone di fronte a circa 12 000 spettatori; le cronache dell'epoca ricordano che il pallone dell'incontro venne lanciato da un aeroplano, pilotato dal pilota acrobatico fiorentino Vasco Magrini, che sorvolò lo stadio prima dell'inizio della partita. Per l'occasione Mario Moschi ideò una medaglia commemorativa che raffigura da una parte un calciatore e, sull'altra faccia, la città stilizzata di Firenze e il nuovo impianto sportivo. In realtà il primo incontro che si era tenuta nel nuovo stadio era stato tra Fiorentina e Montevarchi, giocato il precedente 10 settembre e vinto dalla squadra di casa per 6-0.
Nel 1931-32, il nuovo impianto portò grande entusiasmo nella cittadinanza fiorentina, dovuto anche alla prima partecipazione in Serie A della squadra Viola, che aveva vinto il campionato 1930-31 della serie cadetta; in tutta la stagione lo stadio ospitò oltre 300 000 tifosi, con una media a partita pari a circa 18 000 persone, nonostante il prezzo dei biglietti fosse molto alto in rapporto al costo della vita dell'epoca. Sede di vari eventi di atletica leggera, nel 1933 Luigi Beccali, medaglia d'oro nei 1500 metri ai Giochi della X Olimpiade di Los Angeles, batté il record italiano degli 800 metri durante l'intervallo di una gara di campionato fra Fiorentina e Roma.

L'incontro di Serie A tra Fiorentina-Milan del 31 gennaio 1932; la costruzione delle curve dello stadio non era ancora stata iniziata

Il 7 maggio di quell'anno la nazionale di calcio italiana giocò per la prima volta nell'impianto fiorentino davanti a circa 25 000 spettatori, nell'incontro valido per la Coppa Internazionale 1933-1935 che vide gli Azzurri prevalere sulla Cecoslovacchia per 2-0, con reti di Giovanni Ferrari e Angelo Schiavio. Nel 1934 Firenze fu una delle otto città che ospitarono gli incontri del campionato mondiale di calcio; il torneo, assegnato all'Italia nel 1932, la cui candidatura era stata avanzata dal regime fascista per motivi propagandistici, fu un'occasione per potenziare le infrastrutture e creare nuovi impianti sportivi. In particolare, lo stadio toscano fu sede dell'ottavo di finale tra Germania-Belgio e dei due incontri dei quarti di finale tra Italia e Spagna.
L'esordio europeo del "Giovanni Berta", per quanto riguarda le competizioni calcistiche per club, avvenne il 23 giugno 1935 quando Fiorentina e Újpest FC disputarono una gara valevole per la Mitropa Cup terminata 4-3. La stagione seguente, l'impianto ospitò la prima finale di un torneo calcistico, la Coppa Italia 1936-1937: il 6 giugno si affrontarono, in gara unica per l'assegnazione del trofeo, il Genova 1893 e la Roma, con i liguri che vinsero per 1-0. Il 15 giugno 1940 lo stadio fu nuovamente teatro della finale in gara unica della coppa calcistica nazionale nella stagione 1939-1940, vedendo contrapposti la Fiorentina e nuovamente il Genova 1893; i padroni di casa vinsero per 1-0 con gol di Mario Celoria, sollevando al cielo il primo trofeo della storia del club gigliato.

Veduta aerea dello stadio Berta prima dello Spaghetti Bowl del 1º gennaio 1945

Durante la seconda guerra mondiale, il 22 marzo 1944 lo stadio fu teatro della strage dei martiri del Campo di Marte; un tribunale speciale straordinario, convocato per giudicare alcuni renitenti alla leva, decise di condannare a morte cinque giovani rastrellati a Vicchio dalla milizia della Repubblica Sociale Italiana il 12 marzo precedente; fu presa questa decisione sia per ammonire le reclute che avevano intenzione di disertare, sia per punire la stessa cittadina mugellana che alcuni giorni prima era stata occupata da alcuni partigiani, che procedettero all'uccisione di diversi simpatizzanti fascisti. Condotti a Firenze in sette, due vennero graziati e assegnati a reparti operativi; gli altri cinque ragazzi, tutti ventunenni, vennero invece portati nel Berta e fucilati dai soldati della RSI nei pressi della torre di Maratona. Il 29 maggio 1949 venne inaugurato, nei pressi dell'impianto sportivo, un sacrario in ricordo dei cinque renitenti; ogni 22 marzo si svolge inoltre una cerimonia per ricordare i cinque caduti, con la deposizione di corone di alloro al monumento e la celebrazione di una messa. Tra la fine del 1944 e il 1945, lo stadio venne requisito dagli Alleati, che vi installarono una base logistica, organizzandovi però anche gare di atletica, partite di calcio, incontri di rugby e un'esibizione del campione di boxe Joe Louis; il 1º gennaio 1945 l'impianto ospitò anche una partita di football americano ricordata come Spaghetti Bowl, che vide contrapposte la 5ª armata e la 12ª Air Force.

### Il secondo dopoguerra

Il crollo di una balaustra della tribuna Maratona dello stadio nel 1957

Alla fine del conflitto, con la caduta del fascismo, il nome dell'impianto venne cambiato in "Stadio Comunale". Già alla fine degli anni quaranta, sebbene privo dei mezzi finanziari del passato, Luigi Ridolfi commissionò a Pier Luigi Nervi un piano di ampliamento dello stadio per giungere alla capacità di 80 000 spettatori, grazie al raddoppio delle tribune. L'idea dell'ingegnere consisteva nel sovrapporre un secondo ordine di gradinate scoperte a quello esistente, come già era successo per altri impianti italiani, ma l'idea non si concretizzò per motivi economici. Si tornò a parlare di modifiche da attuare allo stadio nel 1950 e negli anni successivi, rendendolo capace di ospitare fino a 120 000 persone; la morte del marchese tuttavia bloccò il progetto. In questi anni si effettuarono comunque degli interventi strutturali all'impianto; furono raddoppiate le gradinate in corrispondenza delle piccole curve ad angolo retto, vennero installati degli spalti provvisori tra le tribune e il campo di gioco e furono erette delle torri che sorreggevano un nuovo impianto di illuminazione.

Billy Wright e Silvio Piola prima di - del 1952 davanti a circa 95000 persone

Il 18 maggio 1952 si registrò nello stadio fiorentino il record di spettatori, accorsi a vedere un'amichevole tra la nazionale di calcio italiana e quella inglese, terminata poi 1-1, con gol di Ivor Broadis e Amedeo Amadei. Furono 84 000 i biglietti venduti, esclusi «gli inviti, la stampa e le forze dell'ordine», per un totale di circa 95 000 persone e un incasso di circa 65 milioni di lire. La capienza ufficiale dello stadio, grazie all'aggiunta delle numerose tribune in metallo, era di quasi 70 000 spettatori, cifra molto superiore ai circa 45 000 degli anni 2020. A causa della mancanza di posti numerati nella maggior parte dello stadio e ai buoni risultati della Fiorentina, che nel 1955-1956 conquistò anche il suo primo scudetto, ottenuto aritmeticamente grazie alla vittoria in casa contro il Milan per 3-0, all'epoca il sovraffollamento del Comunale era piuttosto comune. Questo portò, il 15 dicembre 1957, al crollo di una balaustra della tribuna Maratona sotto il peso degli spettatori, durante Fiorentina-Juventus di Serie A; al 70º minuto i tifosi franarono sul parterre e un centinaio di persone vennero ferite, alcune con gravi fratture, ma non ci furono vittime.
In precedenza, lo stadio era stato teatro del presunto avvistamento di UFO a Firenze: nel pomeriggio del 27 ottobre 1954, mentre si giocava un'amichevole tra Fiorentina e Pistoiese di fronte a circa 10 000 spettatori, comparvero in cielo due oggetti volanti che si spostavano velocemente in linea retta in direzione nord-sud, lungo tutto lo stadio, prima di svanire dietro la curva Fiesole e lasciare cadere sul campo del materiale simile al cotone. Secondo il CICAP, i velivoli erano parte di un'esercitazione militare che faceva uso di chaff, provocando così dei riflessi nel cielo, mentre la presenza dei filamenti bianchi, che si rivelarono poi vetro borosilicico, fu attribuita al fenomeno del ballooning, una tecnica messa in atto da alcune specie di ragni per migrare.

Lo stadio Comunale di Firenze nel 1960.

Nel 1960 l'Italia ospitò per la prima volta le Olimpiadi estive, i Giochi della XVII Olimpiade si svolsero a Roma dal 25 agosto all'11 settembre; il torneo di calcio venne disputato anche in altre città, al Comunale di Firenze furono giocati alcuni incontri riservati alle nazionali giovanili, e precisamente le sfide Francia-Perù, Jugoslavia-Turchia e Italia-Brasile. Nella stagione seguente lo stadio fu teatro della finale di una competizione europea per club e della terza finale di Coppa Italia in gara unica: il 27 maggio 1961 si giocò la gara di ritorno della Coppa delle Coppe, disputata tra la Fiorentina e gli scozzesi del Rangers, con i Viola che vinsero, dopo il 2-0 all'andata a Glasgow, anche il ritorno per 2-1 con reti viola di Luigi Milan e Kurt Hamrin e conquistarono il loro primo trofeo europeo. L'11 giugno, invece, la squadra gigliata affrontò la Lazio e vinse la sua seconda coppa nazionale, battendo i capitolini per 2-0 con reti di Gianfranco Petris e Luigi Milan. Il 6 giugno 1965 il Giro d'Italia si concluse proprio al Comunale, con la tappa vinta da René Binggeli. Alla fine degli anni 1960, l'impianto toscano fu inoltre sede della semifinale del campionato europeo di calcio 1968, disputato in Italia, che vide contrapposte le nazionali di Jugoslavia e Inghilterra, terminata 1-0 con rete di Dragan Džajić di fronte a 21 834 paganti. L'anno successivo il Comunale vide poi la Fiorentina vincere il suo secondo scudetto.
Nel 1969 fu avanzata la candidatura di Firenze per ospitare i Giochi della XXI Olimpiade del 1976, che vennero poi assegnati a Montréal: nel dossier venne proposta la realizzazione di un nuovo Stadio Olimpico fiorentino da 80 000 posti, per le cerimonie e per l'atletica leggera, e il Comunale, da ampliare anch'esso a una capienza di 80 000 posti, avrebbe dovuto invece ospitare incontri del torneo di calcio e di hockey su prato. L'impianto fiorentino fu comunque oggetto di una significativa variante architettonica tra il 1970 e il 1971, con l'installazione di due tettoie in ferro ai lati dell'esistente pensilina in cemento armato, ognuna delle quali sorretta da due pilastri a differenza della struttura centrale a sbalzo, la cui vista fu in parte ostruita dalle nuove modifiche.

Lo stadio fiorentino nel 1987

Il 10 giugno 1981, nel corso di una riunione presso il Comunale, Sebastian Coe, già vincitore di due medaglie olimpiche ai Giochi della XXII Olimpiade, stabilì uno dei suoi nove primati del mondo sulla pista dello stadio fiorentino, correndo gli 800 m in 1'41"73, davanti a 15 000 spettatori. Durante lo stesso incontro, Carl Lewis, ancora agli inizi della sua carriera, corse i 100 metri con un tempo da record mondiale, ma, per un malfunzionamento del cronometraggio elettronico, venne preso come valido quello misurato dall'orologio semi-automatico, non valevole per i primati mondiali. Dal 5 al 9 giugno 1984 il Comunale ospitò poi le gare di atletica leggera delle Gymnasiadi. Il 25 novembre dello stesso anno venne stabilito il record di presenze nello stadio fiorentino per una partita di club, quando 58 271 spettatori assistettero a Fiorentina-Inter.
Tra gli eventi più significativi avvenuti a Firenze in questi anni vi fu la visita pastorale di Giovanni Paolo II, che si recò nel capoluogo toscano tra il 18 e il 19 ottobre 1986; uno dei momenti salienti di questo viaggio fu la celebrazione eucaristica del Papa nello stadio cittadino, durante la quale avvenne la beatificazione della campigiana Teresa Manetti, fondatrice della congregazione delle Suore Carmelitane di Santa Teresa.

### La ristrutturazione per il Campionato mondiale del 1990

Lavori allo stadio Comunale di Firenze in vista del campionato mondiale di calcio 1990

L'impianto, utilizzato oltre che per le partite di calcio anche da altri sport come il rugby, il baseball, il pugilato, l'atletica leggera e il ciclismo, subì importanti interventi strutturali in vista del campionato mondiale di calcio 1990 assegnato all'Italia nel 1984. Il progetto di ristrutturazione, affidato già in quell'anno all'architetto Italo Gamberini, con la collaborazione di Loris Macci, Enrico Novelli e Giovanna Slocovich, responsabili della direzione artistica, e di Salvatore Di Pasquale per gli aspetti strutturali, venne messo in opera nel 1988, perseguendo due obiettivi principali: la razionalizzazione dei servizi generali e degli accessi della sicurezza e l'aumento della ricettività. I lavori furono appaltati a un consorzio di imprese sotto la direzione tecnica di Raffaello Bertelletti, Roberto Innocenti e Alessandro Serafini Sauli.
Non potendo sopraelevare le tribune esistenti, perché l'impianto nel 1983 fu classificato come monumento nazionale e quindi posto sotto la tutela delle Belle Arti, per migliorare la struttura si decise di abbassare il terreno di gioco ed eliminare la pista di atletica leggera, creando così nuove tribune che ampliarono la capienza dell'impianto fino a 49 000 posti a sedere. Il nuovo parterre erboso, costruito a circa 2,20 m sotto la quota preesistente, fu dotato di sofisticati accorgimenti tecnici. Venne effettuato inoltre il restauro delle strutture in cemento armato, eliminandone le superfetazioni.

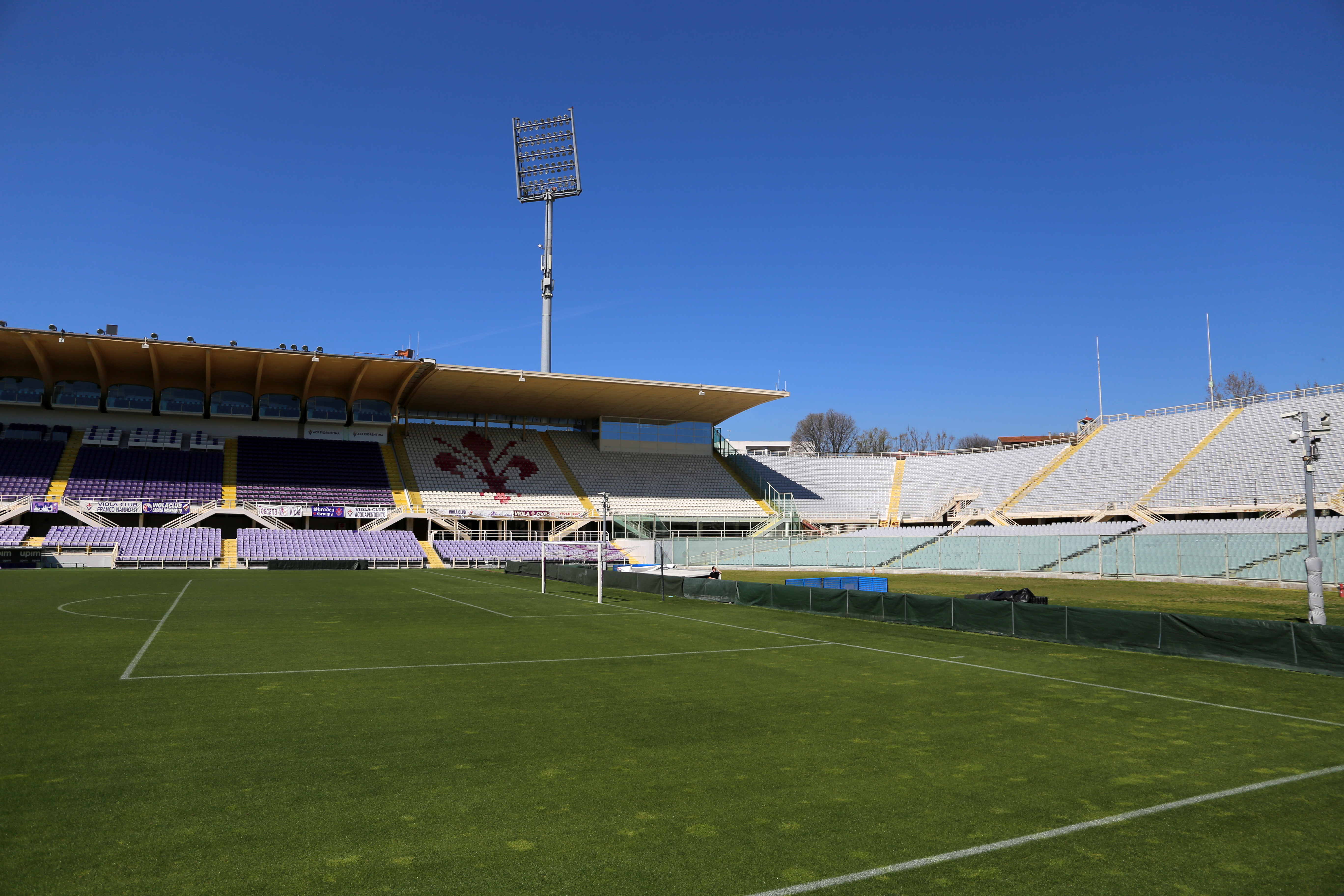
Panorama dello stadio, in cui sono visibili alcuni interventi strutturali degli anni 1988-90

Furono inoltre effettuate diverse integrazioni funzionali e tecnologiche ritenute necessarie anche se poco apprezzabili da un punto di vista estetico, come la realizzazione di alcune scale esterne e interne integrative a quelle preesistenti e di vari locali adiacenti all'ingresso monumentale da destinarsi ad uffici e a vani tecnici; vennero inoltre riprogettate le tettoie in metallo ai lati della pensilina in cemento, riducendone l'impatto visivo eliminandone i pilastri sostenitivi e rendendole così a sbalzo. Fu eliminato poi il muro di cinta all'esterno dello stadio, che chiudeva la vista delle strutture, sostituendolo con una recinzione metallica. Fu inoltre compiuta una generale risistemazione della zona di Campo di Marte, grazie a un massiccio riordino della viabilità, alla costruzione di nuovi parcheggi e incrementando al contempo le aree verdi del quartiere. La spesa complessiva degli interventi, terminati nel 1990, fu di circa ₤ 76 000 000 000. I lavori di ammodernamento dello stadio sono stati valutati in seguito come un «cinico massacro perpetrato da Italo Gamberini in dispregio alla cultura, nella completa indifferenza degli intellettuali fiorentini e italiani, e con il compiacente assenso della Soprintendenza ai beni ambientali e architettonici».
Durante il campionato del mondo, l'impianto calcistico fiorentino ospitò gli incontri del gruppo A della fase a gironi; il 10 giugno 1990 fu sede di Stati Uniti-Cecoslovacchia, il 15 di Austria-Cecoslovacchia e il 19 di Austria-Stati Uniti. Nella fase a eliminazione, il Comunale ospitò solo un incontro, il quarto di finale tra Argentina e Jugoslavia.

### Dagli anni '90 agli anni 2010

Artemio Franchi, dirigente sportivo a cui è intitolato lo stadio dal 1991.

Il 26 novembre 1991 lo stadio di Firenze fu intitolato ad Artemio Franchi, prestigioso dirigente sportivo nato a Firenze nel 1922; Franchi era stato segretario della Fiorentina nella stagione 1951-1952, prima di ricoprire importanti incarichi dirigenziali che lo avrebbero portato a diventare presidente della FIGC dal 1966 al 1976, vicepresidente della FIFA dal 1974 e presidente della UEFA dal 1973 fino alla sua scomparsa, il 12 agosto 1983. Nel 2008 fu anche posta una lapide marmorea all'ingresso della tribuna autorità in suo ricordo.
Nel quinquennio 1996-2001 l'impianto toscano ospitò tre finali di Coppa Italia. Dal 1980 l'ultimo atto della coppa nazionale prevedeva una doppia finale, con gare di andata e ritorno, negli impianti delle formazioni finaliste: la Fiorentina arrivò in finale nel 1996, nel 1999 e nel 2001. Il 2 maggio 1996 si disputò a Firenze la gara di andata contro l'Atalanta, con i Viola che vinsero per 1-0 con rete di Gabriel Omar Batistuta, andando poi a conquistare il trofeo nel ritorno a Bergamo. Il 5 maggio 1999 e il 13 giugno 2001 si giocarono al Franchi le gare di ritorno di due finali contro il Parma: la prima terminò con un 2-2 che consegnò la coppa agli emiliani, mentre la seconda portò ad un pareggio per 1-1 che, in virtù della vittoria in trasferta a Parma, fece vincere ai gigliati la loro sesta coppa. A seguito del fallimento dell'A.C. Fiorentina, avvenuto nell'estate del 2002, e della costituzione di una società chiamata Florentia Viola (dal 2003 rinominata ACF Fiorentina) il nuovo club gigliato portò la sede sociale all'interno dell'impianto fiorentino. Il 14 giugno 2003 lo stadio Franchi ha ospitato il I Nine bowl, finale della Nine League NFLI; l'incontro è stato vinto dai Guelfi Firenze sui Crusaders Cagliari col risultato di 38-6.
Con l'approvazione del decreto anti-violenza del 7 febbraio 2007, l'impianto fiorentino venne giudicato non idoneo secondo le nuove norme di sicurezza; furono così installati 29 tornelli doppi, controllati da 58 lettori di biglietti e di abbonamenti, oltre che numerose telecamere; inoltre per tutti i settori fu conclusa la recinzione di prefiltraggio mobile. Dal 2009, tramite un accordo tra prefetto, questore, amministrazione comunale, società di calcio e tifoseria, si cominciò ad abbattere le barriere e le divisioni interne allo stadio, per migliorare la sicurezza nell'impianto sportivo. Nel 2012 cominciarono poi dei lavori di ristrutturazione che hanno portato alla trasformazione delle varie tribune, in particolare quella coperta, abbattendo le barriere che dividevano i gradoni dal terreno di gioco, creando un ristorante all'interno dell'impianto e creando degli skybox.

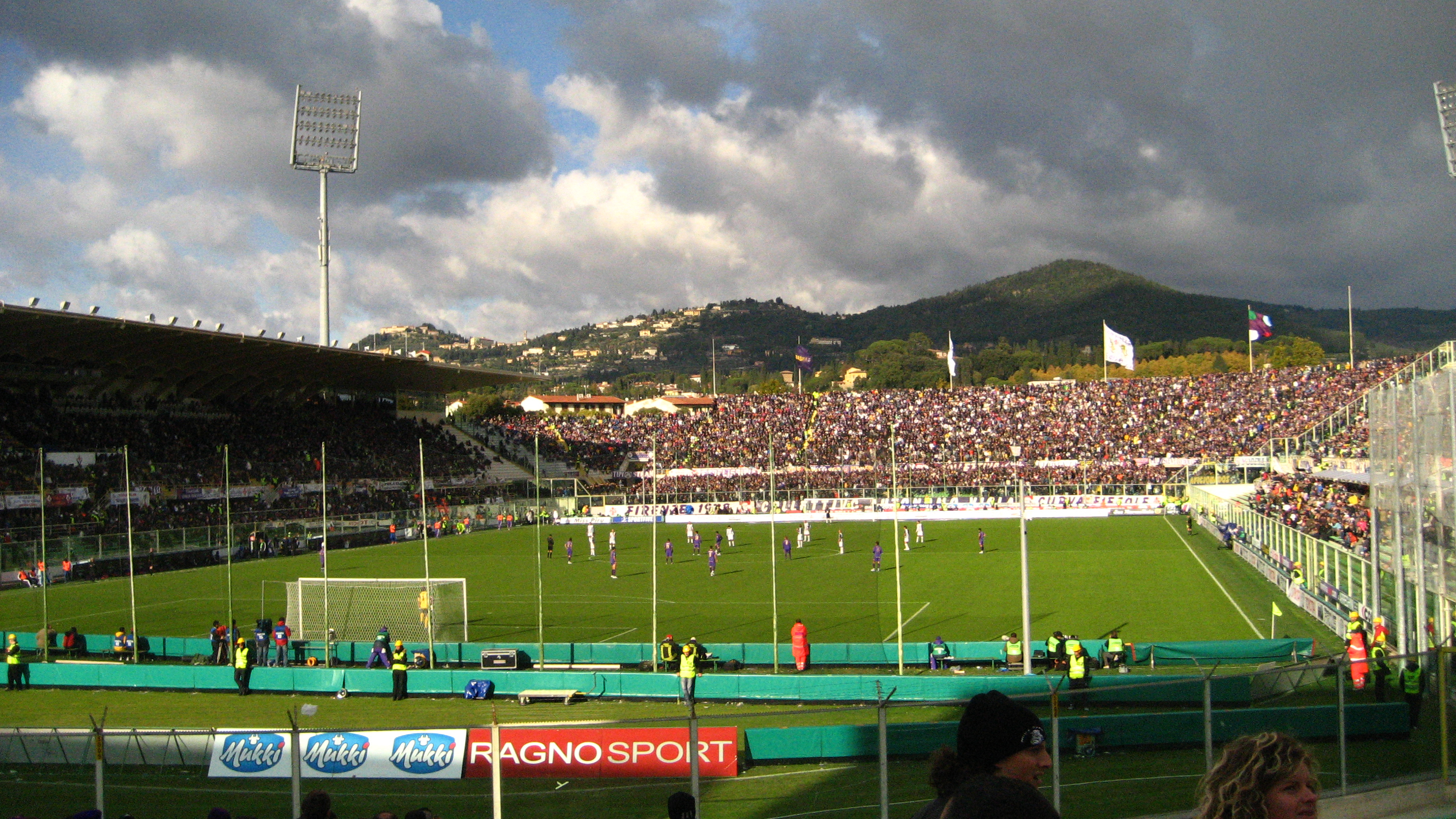
Lo stadio fiorentino nel 2007

Il sindaco di Firenze Matteo Renzi e l'ACF Fiorentina firmarono il 25 gennaio 2010 una convenzione per l'utilizzo dell'Artemio Franchi, in cui venne previsto un riammodernamento dello stadio, anche in vista della costruzione di un nuovo impianto calcistico in città: in previsione di una possibile riconversione del Franchi in stadio di rugby, il 20 novembre 2010 venne disputato il primo incontro di questo sport nella storia dell'impianto tra Italia e Australia, terminato 14-32. Invece il 10 novembre 2015, a conclusione della visita pastorale di papa Francesco a Firenze e Prato in occasione del 5º Convegno nazionale della Chiesa Italiana svolto nel capoluogo toscano, il pontefice ha officiato una celebrazione eucaristica allo stadio Franchi, concelebrandola con 240 vescovi italiani, di fronte a 50 000 fedeli.
Sebbene la sua bellezza architettonica sia tuttora riconosciuta, considerate le esigenze del calcio moderno l'impianto fiorentino risulta obsoleto, soprattutto se paragonato alle più moderne strutture sportive europee, con notevoli problemi di efficienza e di funzionalità; la particolare pianta a "D" non crea problemi alle tribune ma riduce notevolmente la visibilità in curva e i parterre, che sostituirono le corsie della pista d'atletica, non consentono una visuale ottimale degli incontri. La mancanza di copertura in gran parte dello stadio espone poi gli spettatori alle intemperie e inoltre le scale elicoidali, anche se notevoli da un punto di vista architettonico, non favoriscono l'afflusso e il deflusso degli spettatori. Per questi motivi, fin dagli anni 1980 e con più continuità negli anni 2000 e 2010 si discute della costruzione di un nuovo stadio per l'ACF Fiorentina, senza tuttavia alcuna decisione definitiva.

### La seconda ristrutturazione (2024-in corso)
Non essendo consentito l'abbattimento dello stadio per via dei vincoli architettonici posti dalla sopraintendenza del Ministero della cultura, nel 2021 sono stati stanziati 95 milioni di euro relativi al piano europeo Next Generation EU per una profonda ristrutturazione dello stadio. Nel 2021 è stata bandita la gara internazionale per la progettazione della ristrutturazione dello stadio, vinta nel 2022 da Arup. La ristrutturazione prevede in particolare l'ammodernamento del settore Maratona, la copertura totale dello stadio e la costruzione di due nuove curve davanti a quelle preesistenti, costruendo quindi parzialmente un nuovo stadio dentro la struttura già esistente. L'opera doveva essere finanziata per buona parte dai fondi del Piano Nazionale di Ripresa e Resilienza, tuttavia il 22 aprile 2023 la Commissione europea ha negato la possibilità di usare tali fondi per la ristrutturazione del Franchi.
Una volta risolte alcune delle problematiche logistiche del progetto, i lavori di ristrutturazione iniziano ufficialmente il 20 febbraio 2024, con la demolizione del tabellone presente nella curva Ferrovia.

## Architettura

### Ubicazione

Lo stadio inserito nell'area di Campo di Marte

Esteso su un'area di circa 50000 m² tra viale Manfredo Fanti, viale Pasquale Paoli e viale Pierluigi Nervi, lo stadio sorge nella zona di Campo di Marte, all'interno del quartiere 2 di Firenze. L'impianto è la principale tra le attrezzature sportive della zona al servizio del quartiere e della città, tra cui il Nelson Mandela Forum, la piscina comunale Paolo Costoli e lo stadio di atletica leggera Luigi Ridolfi. Dalla parte opposta, rispetto allo stadio, del viale Nervi sorge anche il Centro sportivo Davide Astori, sede di allenamento della prima squadra maschile dell'ACF Fiorentina fino al 2023.
Per via degli numerosi impianti sportivi, l'area del Campo di Marte si propone la principale zona sportiva della città di Firenze, rappresentando nel contempo un grande spazio aperto e verde, quasi privo di costruzioni in relazione all'ordinata maglia di edifici residenziali realizzati negli anni tra le due guerre. In occasione dei Mondiali di calcio del 1990, accanto agli interventi di riordinamento estetico-funzionale dello stadio, vennero effettuate varie modifiche al quartiere per quanto riguarda l'arredo, la viabilità e i giardini pubblici, costruendo inoltre nuovi parcheggi. La zona è raggiungibile in auto (passando eventualmente per l'autostrada A1 in uscita "Firenze Sud"), in autobus (attraverso varie linee delle Autolinee Toscane) o in treno (grazie alla vicina stazione di Firenze Campo di Marte), usufruendo in caso di necessità dell'Aeroporto di Firenze-Peretola.

### L'esterno

L'ingresso monumentale dello stadio nel 1932

L'impianto, il cui stile segue l'architettura razionalista dell'epoca, si estende per 270 m per 150 m circa ed è costituito da una serie di gradinate in cemento armato le cui strutture si ripetono per l'intero perimetro del campo da gioco, interconnesse tra loro da altre strutture secondarie. Questo aspetto architettonico, insieme alla linearità geometrica della struttura, si tradusse in una sorta di "prefabbricazione progettuale", scomponendo lo stadio in vari moduli uniti tramite i telai all'anello esterno, che si ripetono ad intervalli regolari e sono collegati tra loro tramite elementi portanti secondari quali solai e travetti; questi ultimi fungono essi stessi da costituenti per le gradinate. L'uniforme linea esterna della costruzione è interrotta solamente da varie appendici, tra cui l'ingresso principale, le scale elicoidali e la torre di Maratona. Da un punto di vista estetico, lo stadio si presenta come un blocco monocromatico di cemento lasciato a vista, su cui si possono ancora notare le sagomature delle casseforme di costruzione in legno; le sole interruzioni a questa scelta architettonica sono costituite da varie aggiunte recenti, come le scale metalliche di accesso alle tribune e due locali laterali prefabbricati, destinati a servizi vari e uniti all'ingresso principale tramite passaggi aerei metallici a sezione circolare. L'uso di strutture a vista sottolineava quale fosse l'idea di arte di Nervi, non solo estetica ma anche «funzionalità e staticità», e la sua fiducia nelle «magnifiche qualità plastiche del cemento armato».
L'ingresso principale, progettato dall'architetto comunale Alessandro Giuntoli, è costituito da un corpo di fabbrica monumentale in cemento armato con tamponamenti in laterizio e muratura a intonaco, sviluppato per l'intera lunghezza della tribuna coperta. Il settore centrale della facciata, sulla cui trabeazione svetta un fregio con su scritto il nome dell'impianto, è ripartito in cinque settori da sei setti murari scanditi da lesene aggettanti di profilo curvilineo, all'interno dei quali si aprono le alte finestrature: non più utilizzate come accessi, queste sono caratterizzate da infissi metallici e porte d'accesso decorati con motivi geometrici. Le ali laterali sono scandite da nove finestre ciascuna, separate da paraste lisce impostate al di sopra di una zoccolatura in pietra forte, che le raccorda con i pilastri dell'ingresso d'onore.

#### Le scale elicoidali

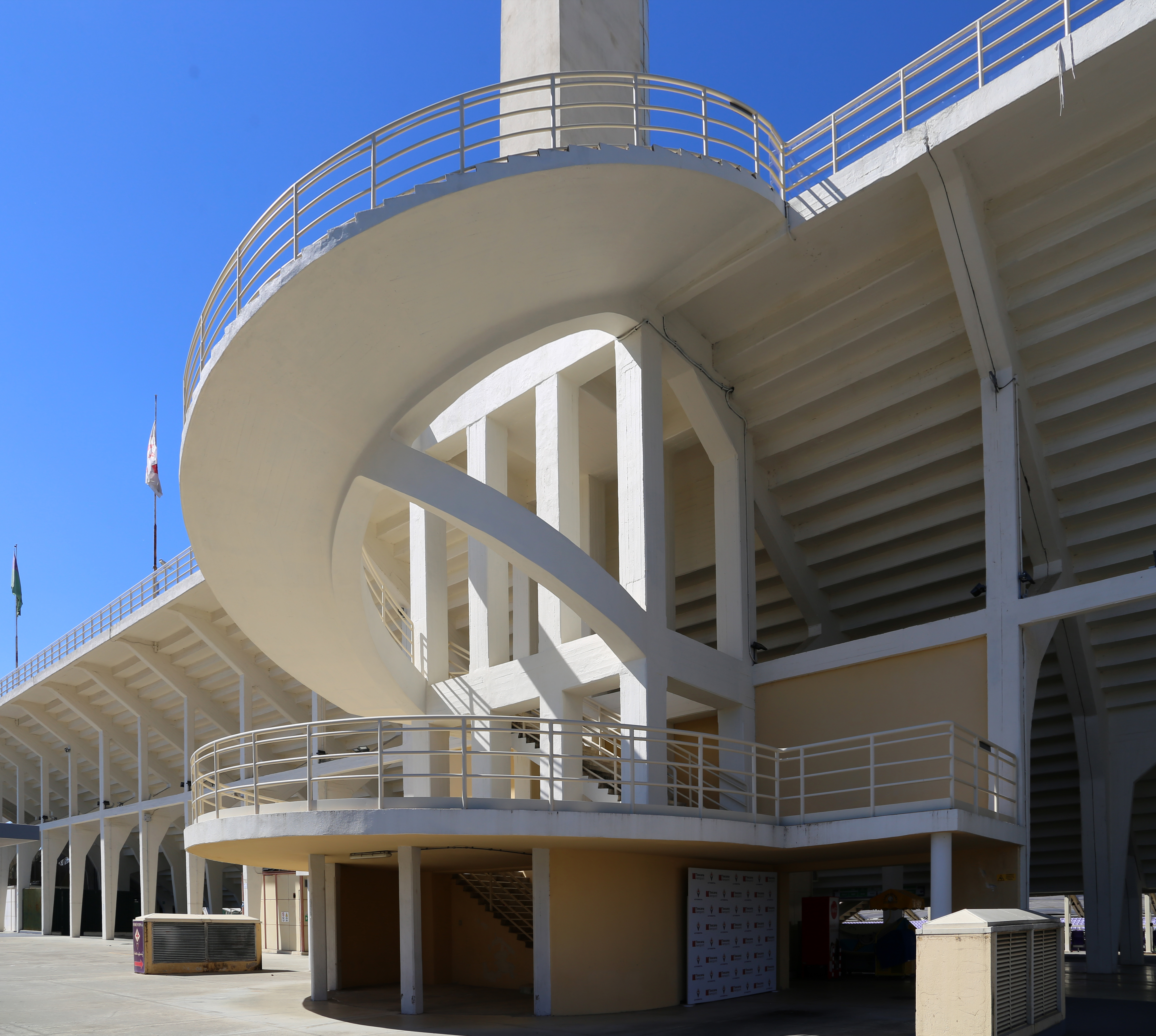
Una delle scale elicoidali dello stadio

Le tre scale elicoidali esterne, che permettono tuttora l'accesso del pubblico nelle curve e nella tribuna Maratona, si trovano alle estremità del rettifilo delle gradinate scoperte. La loro struttura è caratterizzata da un reticolo spaziale formato da due travi speculari avvolte a spirale di 60 cm di larghezza e 70 cm di altezza che si incrociano in mezzeria. Su una delle due travi elicoidali è incastrata a sbalzo la soletta, che costituisce la vera e propria rampa delle scale, con una larghezza di 3 m, che rastrema dai 32 cm dell'origine ai 10 cm dell'estremità esterna; questa fu messa in opera con un'armatura in ferro particolarmente densa con uno schema romboidale per ottimizzarne lo schema statico. La soluzione con due travi ricurve speculari, oltre a rendere bilanciata l'opera, riduce l'azione torcente che la rampa genera sulla trave elicoidale e conferisce un aspetto dinamico alla struttura;
Le scale, che secondo i progetti iniziali dovevano essere cinque rispetto alle tre poi costruite, portano gli spettatori alla sommità delle gradinate scoperte a un'altezza di 13,65 m, da cui ridiscendere grazie alle scalinate di distribuzione; sulla porzione inferiore di ciascuna delle scale si trovano due rampe rettilinee, una che collega il piano terra, sui cui era presente in origine una biglietteria per facilitare l'ingresso all'impianto in più punti, con una terrazza semicircolare a 3 m di quota e una seconda che collega quest'ultima con un pianerottolo ad altezza di 7,15 m su cui parte la rampa a spirale. Il deflusso dall'impianto avviene invece dal basso tramite dei camminatoi creati dalla struttura delle gradinate, che conducono all'esterno dello stadio.
Nervi, presentando l'opera, non poté giustificare con il calcolo matematico il funzionamento e la stabilità delle scale: solo la fiducia di Ridolfi e del Comune di Firenze nel suo intuito e una prova di carico in fase di collaudo appositamente creata permisero la realizzazione di questa struttura. Per la bassa qualità degli acciai, dei calcestruzzi e delle tecniche di calcolo dell'epoca, l'ingegnere utilizzò molto ferro all'interno di questi elementi architettonici, preannunciando una sua invenzione degli anni '40, il ferrocemento che, data l'elevata percentuale di ferro e i bassi spessori di calcestruzzo, si comporta quasi come un materiale omogeneo e si presta assai bene alla prefabbricazione, permettendo così una notevole velocità di costruzione. Alla fine degli anni 1980 alle scale elicoidali realizzate da Nervi ne furono aggiunte altre due in metallo, per una maggiore razionalizzazione degli accessi.

### Interno

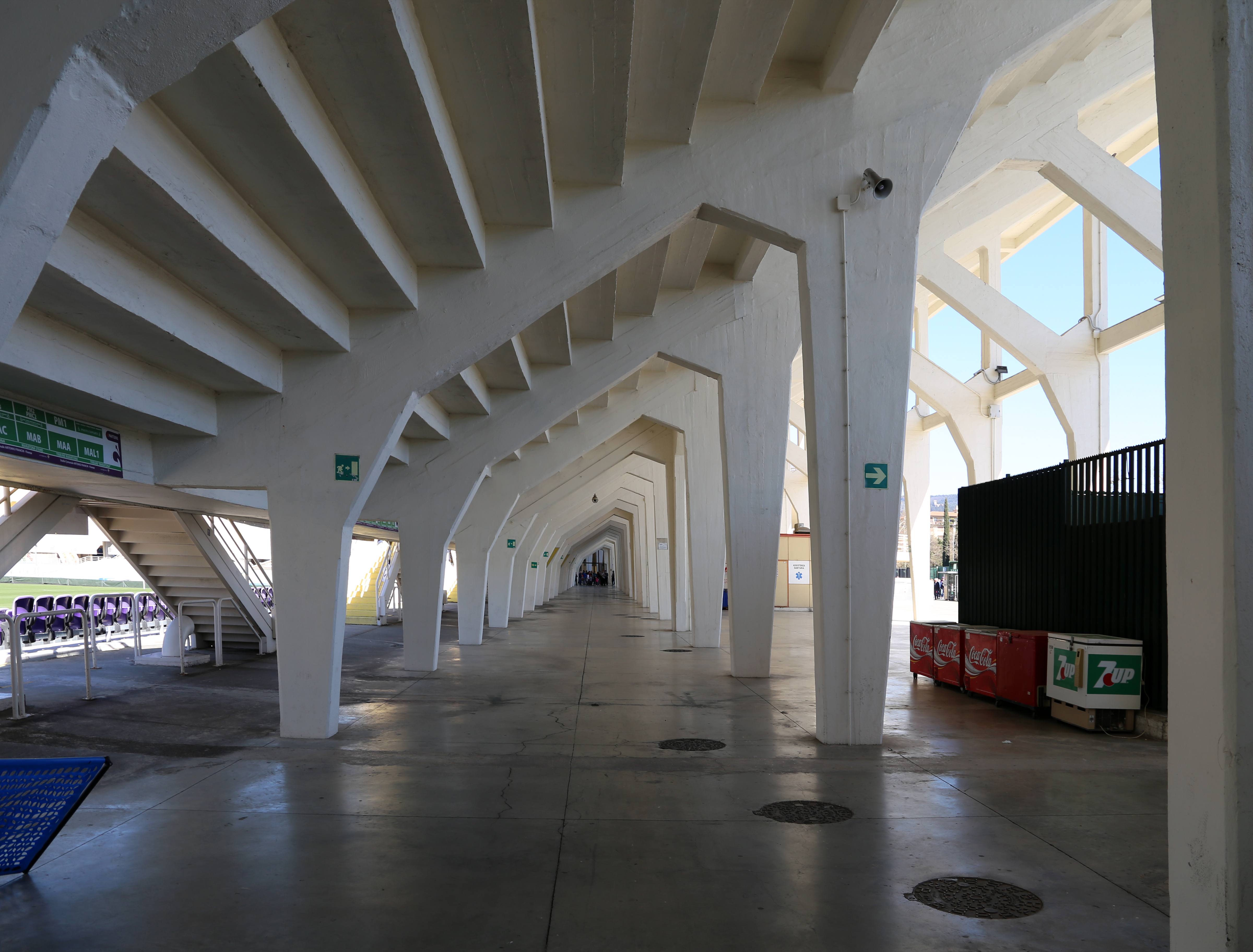
La galleria aperta formata dalle gradinate dello stadio

All'interno lo stadio presenta una planimetria asimmetrica, a forma di "D", con le estremità del settore della tribuna coperta che formano un angolo retto con le curve; i giornalisti e i politici dell'epoca ricondussero la struttura dell'impianto al senso politico di quella lettera, iniziale del termine latino Dux, "Duce", appellativo riferito a Benito Mussolini. È possibile che questo aspetto non venne invece considerato da Nervi, che invece doveva realizzare, per una precisa esigenza del bando di gara, un rettilineo di 220 metri per l'atletica leggera di fronte alla tribuna coperta.
Nella composizione planimetrica si distinguono le strutture delle gradinate, sostenute da una successione ininterrotta della campata composta da un pilastro e da una trave sagomata, con telai posti a un interasse di circa 6 m in modo da formare una galleria aperta e allo stesso tempo coperta, percorribile nell'interezza dell'impianto ad eccezione della parte dello stadio in corrispondenza con l'ingresso monumentale. Il sistema strutturale scelto da Nervi rendeva possibile una sorta di continuità visiva tra lo spazio interno e lo spazio urbano circostante, in parte ridotta con l'introduzione di una recinzione metallica esterna.
Nella successione delle gradinate si distinguono poi la pensilina di copertura della tribuna d'onore, i nodi plastici delle scale elicoidali e la torre di Maratona. Caratterizzata da un «uso creativo e plastico del cemento armato», l'intera struttura rappresenta la concretizzazione di quello che lo stesso Nervi considerava «l'aspetto più difficile e nello stesso tempo più elevato dell'architettura», e cioè «la sintesi tra fattori discordi quali l'armonia formale e le esigenze tecniche, il calore dell'ispirazione e la freddezza del ragionamento scientifico, la ricchezza della fantasia e le ferree leggi dell'economia».

#### La torre di Maratona

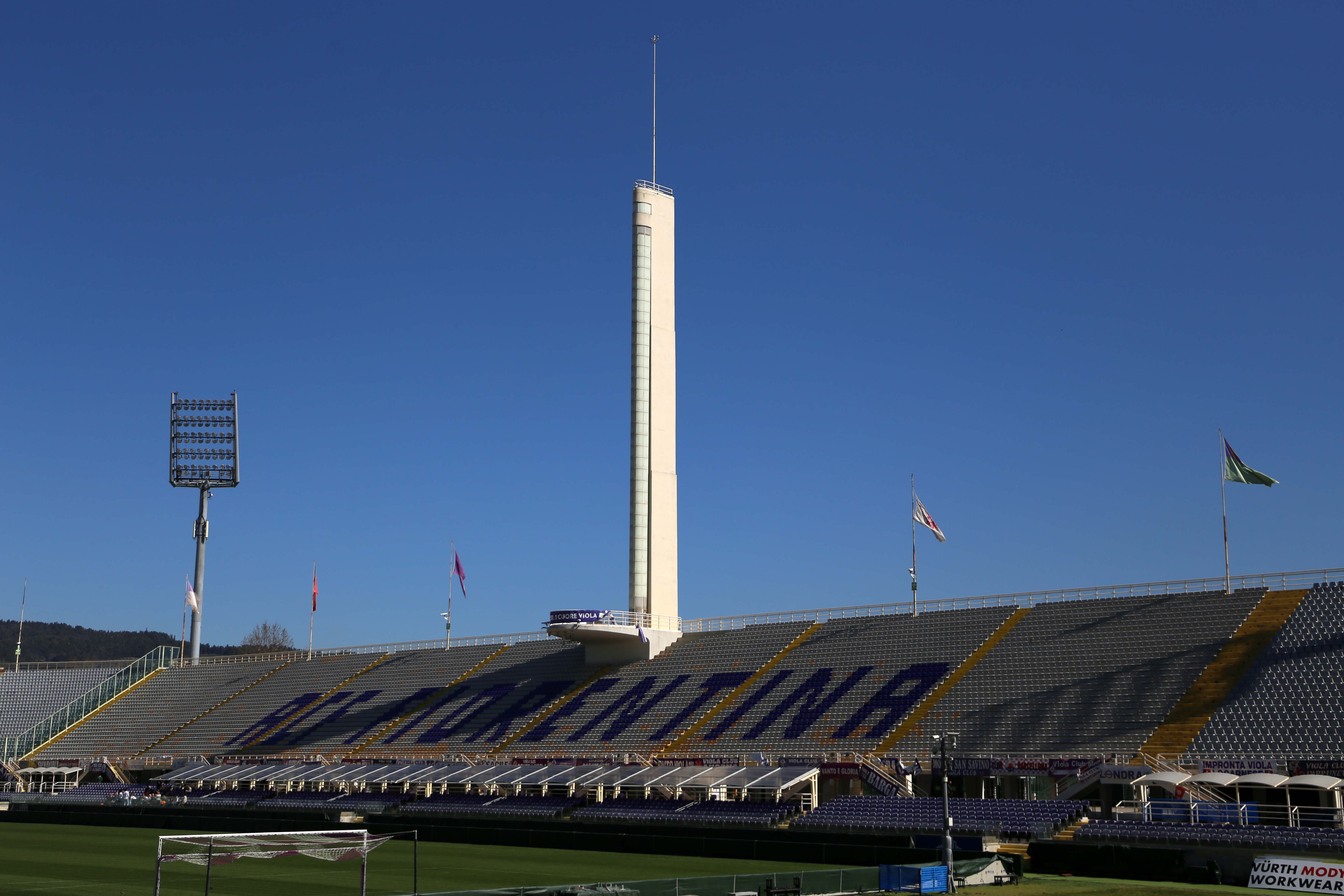
La torre di Maratona

La torre di Maratona, simbolo dello spirito di competizione e di resistenza degli atleti ed esempio degli intenti politico-propagandistici dell'epoca fascista e delle precise tendenze architettoniche degli anni venti e trenta, è una struttura in cemento armato completata nel 1932, che si sviluppa secondo la proiezione telescopica di semplici linee architettoniche la cui verticalità si contrappone all'orizzontalità volumetrica della tribuna d'onore e della pensilina sul lato opposto, bilanciando l'architettura complessiva dello stadio. Con i suoi 75 m, di cui 53,68 m costituiti dalla sola torre (esclusi i 15 m del pennone), è la quinta costruzione più alta della città. Oltre agli scopi architettonici, la struttura venne costruita per consentire una visione dell'impianto dall'alto e per issare ad una notevole quota un vessillo sullo stadio: nei progetti iniziali, si pensò di utilizzare quest'architettura anche come insegna pubblicitaria, decorandola con scritte e immagini che si sarebbero sviluppate verticalmente lungo la vetrata.
Alla base della torre vi è una piattaforma semi-ellittica a sbalzo protesa verso il campo da gioco, su cui si sviluppa la torre, la cui base rettangolare misura 3,15 m x 53,68 m, al cui interno è installato un ascensore che può fermarsi a due quote intermedie e in sommità, oltre ad una scala alla marinara. La porzione verticale della struttura è composta da tre piani divisi da due riseghe, che interessano il retro e i due lati laterali, ed è caratterizzata sulla parte anteriore da una pannellatura con finestroni in vetro bianco retta da un telaio metallico; questa, che ricalca la forma della piattaforma di base, si sviluppa per tutta l'altezza della torre e racchiude un sistema di illuminazione che un tempo illuminava lo stadio nelle partite in notturna. All'apice della torre vi è un solaio transitabile, al cui centro si eleva un pennone metallico sui cui innalzare una bandiera.

#### La pensilina

La pensilina a sbalzo

Il 13 settembre 1931, in occasione dell'inaugurazione ufficiale dello stadio, il pubblico rimase stupito di fronte alla sottile pensilina a sbalzo, priva di sostegni intermedi, così concepita per non ostruire la visuale degli spettatori. Questa copertura, lunga 110 m e profonda 22,5 m, con uno sbalzo di 17 m, venne realizzata in cemento ad alta resistenza e rapido indurimento armato con barre di ferro e viene descritta come uno degli elementi caratterizzanti dello stadio. La struttura è nervata da 24 mensoloni portanti, ciascuno spesso dai 40 cm iniziali fino ai 35 cm all'estremità e di passo pari a 4,765 m, la cui parte aggettante varia dai 260 cm in prossimità dei puntoni, integrati nel profilo della tettoia che di fatto ne dimezzano l'aggetto, fino ai 65 cm del termine dello sbalzo. Tra la copertura e l'estradosso dei mensoloni vi è poi una trave alta 12 cm e larga 90 cm che sorregge il solaio di copertura.
La pensilina si innesta direttamente alla tribuna centrale sottostante formando un unico telaio, il cui schema statico è composto da quattro elementi: la trave a mensola soggetta a momento flettente costituita dalla pensilina, un arco a tre cerniere isostatico, un sistema reticolare a forma di triangolo rettangolo e due piedritti. Il peso del corpo delle gradinate funge da contrappeso, evitando quindi di zavorrare gli appoggi e impedendo di conseguenza la formazione di pressioni positive sul piano di fondazione. Nel corso degli anni 1970, sono state aggiunte altre due coperture in metallo ai lati della struttura originale, sorrette inizialmente da due pilastri ciascuna, prima della ristrutturazione per il campionato mondiale di calcio 1990 che le rese a sbalzo.

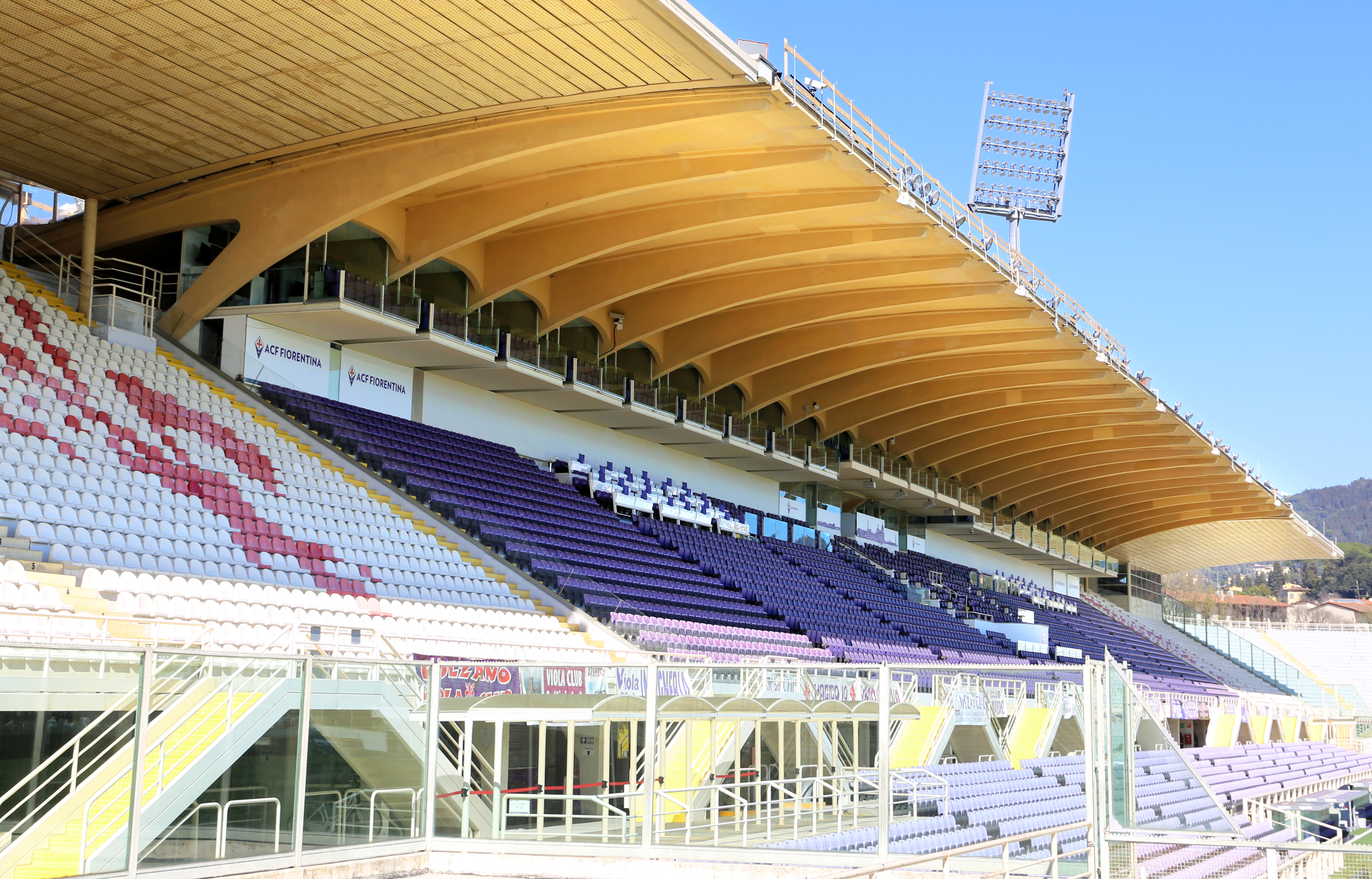
La pensilina del Franchi con le tettoie metalliche aggiunte dopo la costruzione

La sua eleganza e il suo stile formale, coerente con il metodo progettuale di Nervi, derivano dall'impiego del cemento armato e dallo stesso schema statico adottato. Nel 1931 Nervi scrisse: «Una bella pensilina o una bella struttura di gradinata debbono nascere tali; non possono tendere a diventarlo cammin facendo con trucchi, camerecanne o finzioni di alcun genere». L'affinità spirituale tra Nervi e Ridolfi influì notevolmente sulla realizzazione della pensilina e sulla rapidità della sua costruzione. Le cronache raccontano che l'operazione di disarmo delle strutture della copertura venne cominciata proprio dallo stesso Nervi, che, non ricevendo aiuto per svolgere quel conclusivo compito dai propri diffidenti carpentieri, provò a tutti la correttezza delle proprie valutazioni.
(Giovanni Klaus Koenig)

#### I locali interni

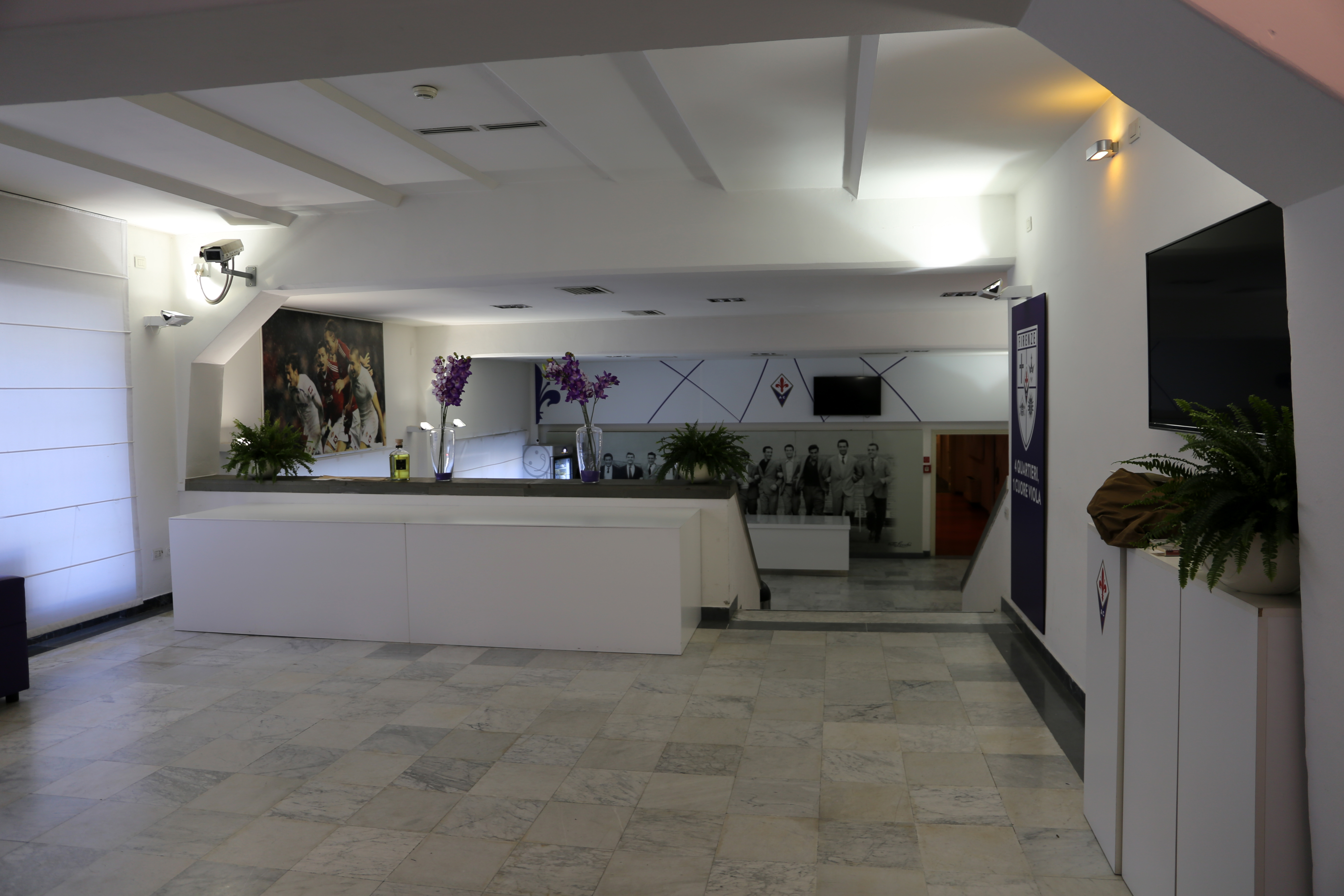
L'ingresso alla tribuna autorità dello stadio

I locali interni posti sotto la tribuna coperta si articolano su quattro livelli. Nel piano interrato, a cui si accede tramite due scale alle estremità degli spalti, si trovano vari vani tecnici, un magazzino, due spogliatoi per gli arbitri e tre destinati agli atleti, una stanza destinata ai controlli antidoping e un notevole gruppo di servizi igienici. Al pian terreno vi è lo spogliatoio della squadra di casa, vari uffici e un salone d'ingresso con pavimento in marmo e infissi in legno, affacciato alla facciata monumentale, con cui accedere alla tribuna d'onore sul primo piano tramite una scala elicoidale interna, alla cui base è situata una statua in bronzo di Mario Moschi intitolata Il Calciatore. Al livello superiore, oltre all'atrio riservato alle autorità, vi sono gli uffici della presidenza, lo spogliatoio della squadra ospite, una sala stampa e un locale per le interviste, insieme ad alcuni locali sanitari. All'ultimo piano vi sono invece alcuni vani tecnici.

### I settori dello stadio

Coreografia dei tifosi della Curva Fiesole rappresentante lo skyline di Firenze

Lo stadio è suddiviso in cinque settori: la tribuna principale, la tribuna Maratona, la Curva Fiesole, la Curva Ferrovia e il settore ospiti. La tribuna principale, in larga parte coperta, costituisce la base occidentale degli spalti dell'impianto sportivo; nella porzione sottostante la pensilina si trovano anche la tribuna stampa e la tribuna autorità. Sul lato opposto, la tribuna Maratona delimita invece la parte orientale dell'edificio che risulta nel suo complesso priva di coperture, fatta eccezione per la porzione centrale di parterre che dal 2015 risulta protetto da una tettoia in polimetilmetacrilato.
Curva Fiesole è il nome tradizionalmente conferito alla curva nord dello stadio, essendo quella orientata verso la cittadina collinare di Fiesole. Questo è il settore che riunisce la parte principale e storica del tifo organizzato gigliato; è composta dal parterre nella sua parte inferiore, frutto della ristrutturazione dello stadio avvenuta nel 1990, e dalle gradinate originarie nella sua parte superiore. Il settore sud dello stadio è invece noto come Curva Ferrovia (nota tra il 1994 e il 2002 come "Curva Marione" in onore di Mario Cecchi Gori), dal momento che si trova nei pressi della stazione di Firenze Campo di Marte e della ferrovia Firenze-Roma; anch'esso è suddiviso nelle originarie gradinate e dal parterre della fine degli anni 1980. Nella parte superiore dei settori centrali di questa curva si trovano due tabelloni, uno analogico spento e uno digitale dalla superficie rettangolare molto più ampia collocato alla sua sinistra che resta acceso durante lo svolgimento delle partite. L'attuale capienza della Curva Ferrovia è inferiore a quella della "Fiesole" visto che l'estremo settore sud-orientale della curva costituisce una parte del settore ospiti dello stadio, noto anche come "Formaggino", formato da due spicchi contigui tra loro della curva Ferrovia e di un settore del corrispondente parterre e diviso dal resto dello stadio da alte barriere di plexiglas.
Le capienze dei vari settori dello stadio Artemio Franchi, che può arrivare a ospitare 43 147 spettatori, sono così ripartite:
- Tribuna principale: 10 304 posti
  - Tribuna coperta: 9 033 posti
  - Tribuna gradinata: 1 271 posti
- Tribuna Maratona 10 023 posti

- Curva Fiesole: 11 642 posti
- Curva Ferrovia: 8 489 posti
- Settore ospiti: 2 867 posti

## Eventi sportivi

### Calcio

#### Competizioni nazionali
In oltre novant'anni di storia, lo stadio fiorentino ha ospitato incontri di ogni livello professionistico del campionato italiano di calcio. Dalla stagione 1931-32 ad oggi, l'Artemio Franchi è la sede degli incontri casalinghi dell'ACF Fiorentina disputati in Serie A, Serie B e Serie C2. Fanno eccezione i rari casi di squalifica del campo e l'indisponibilità dell'impianto, per lavori di ristrutturazione, nella stagione 1989-90, quando la Fiorentina giocò le proprie gare interne allo stadio Renato Curi di Perugia. Inoltre l'impianto nel 1986-1987 è stato sede delle prime due partite casalinghe in Serie A dell'Empoli Football Club, a causa dei lavori di ristrutturazione dello stadio Carlo Castellani di Empoli. Nel campionato italiano femminile di calcio, lo stadio Franchi ha ospitato alcune gare di Serie A dell'ACF Fiorentina Femminile, che disputa invece regolarmente le gare casalinghe del torneo allo stadio comunale Gino Bozzi di Firenze.
Oltre ad essere la sede delle gare casalinghe dell'ACF Fiorentina nel torneo, lo stadio Artemio Franchi è stato anche la sede delle seguenti finali di Coppa Italia:
- Genova 1893 -  Roma 1-0 (6 giugno 1936)
- Fiorentina -  Genova 1893 1-0 (15 giugno 1940)
- Fiorentina -  Lazio 2-1 (27 maggio 1961)

- Fiorentina -  Atalanta 1-0 (2 maggio 1996, gara d'andata)
- Fiorentina -  Parma 2-2 (5 maggio 1999, gara di ritorno)
- Fiorentina -  Parma 1-1 (13 giugno 2001, gara di ritorno)

#### Competizioni europee per club

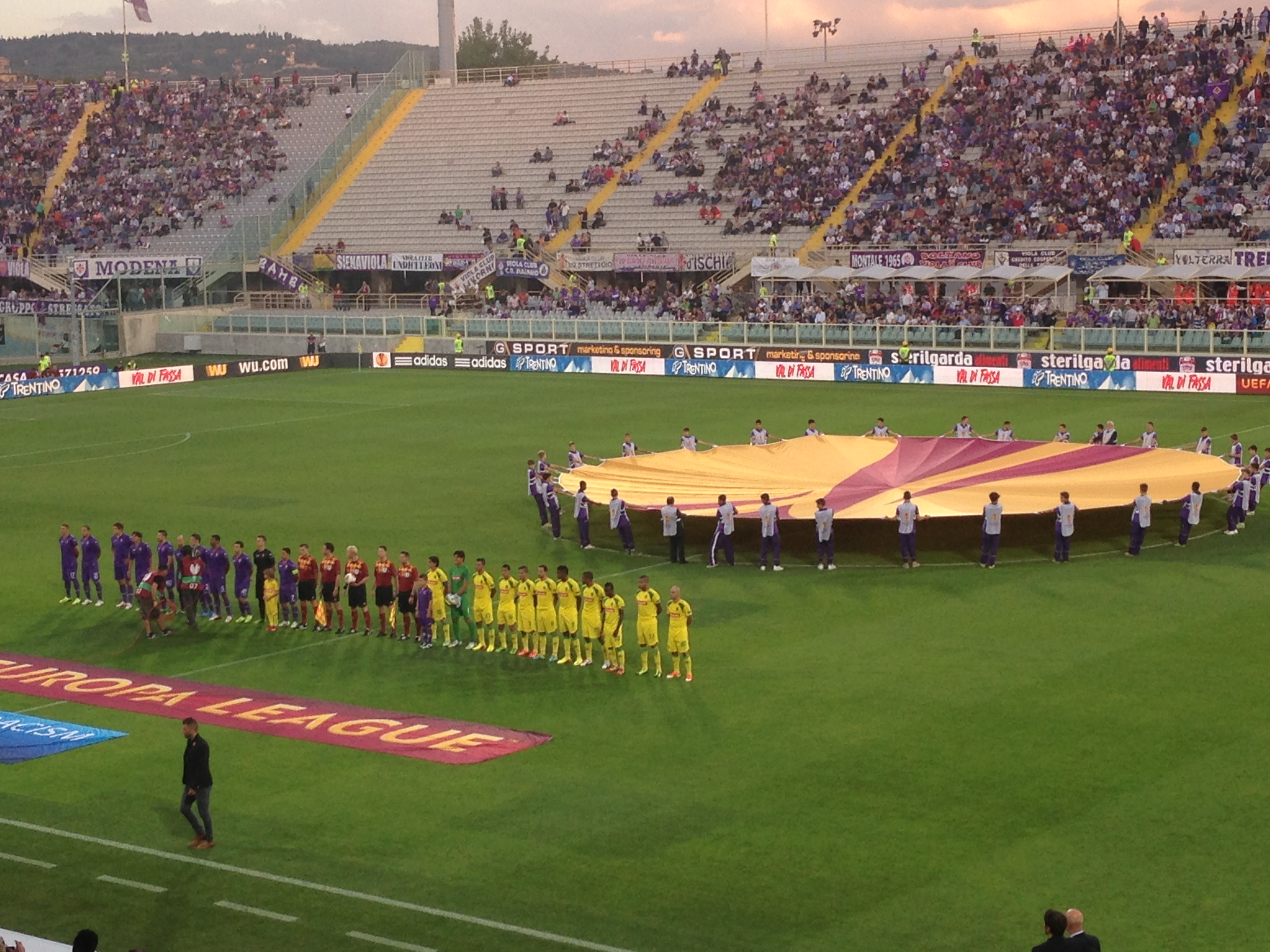
Le formazioni di Fiorentina e del Paços de Ferreira prima di un incontro dell'Europa League 2013-2014

Lo stadio Artemio Franchi ha ospitato gare ufficiali delle tre principali competizioni europee per club organizzate dalla UEFA, che nel corso dei decenni hanno avuto più volte iscritta la Fiorentina: la Coppa dei Campioni/UEFA Champions League, la Coppa UEFA/Europa League e la defunta Coppa delle Coppe UEFA. Inoltre, valevole per secondo turno gara di ritorno della Coppa UEFA 2002-2003, nello stadio fiorentino venne disputato l'incontro tra gli israeliani dell'Hapoel Tel Aviv e gli inglesi del Leeds United, terminato 4-1 per questi ultimi.
L'impianto ha ospitato anche gare internazionali di trofei ufficiali di minor prestigio, come la Coppa dell'Europa Centrale/Coppa Mitropa, la Coppa Grasshoppers, la Coppa delle Fiere, la Coppa di Lega Italo-Inglese, la Coppa Anglo-Italiana, la Coppa delle Alpi, la Coppa dell'Amicizia italo-francese, la Coppa Piano Karl Rappan e la Copa EuroAmericana.
Le finali dei tornei sopra indicati disputate allo stadio Artemio Franchi, in quanto la Fiorentina si era qualificata per l'ultimo atto dell'evento, sono le seguenti:
- Fiorentina 2-1  Rangers - (finale di ritorno di Coppa delle Coppe, 27 maggio 1961)[145]
- Fiorentina 1-0  TTS Trenčín - (finale di Coppa Mitropa, 19 giugno 1966)[146]
- Fiorentina 0-0  Čelik Zenica - (finale di andata di Coppa Mitropa, 23 agosto 1972)[147]
- Fiorentina 1-2  Newcastle Utd - (finale di Coppa Anglo-Italiana, 3 giugno 1973)[148]
- Fiorentina 1-0  West Ham Utd - (finale di andata di Coppa di Lega Italo-Inglese, 3 settembre 1975)[149]

#### Incontri della nazionale italiana

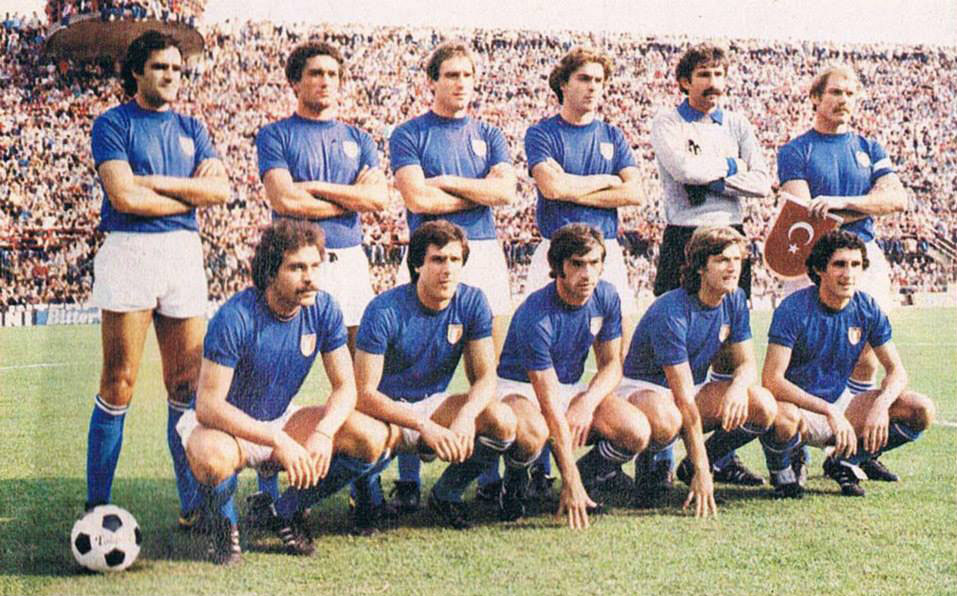
Gli Azzurri a Firenze prima dell'amichevole con la Turchia del 1978

Lo stadio Artemio Franchi è stato sede di 30 incontri della nazionale di calcio dell'Italia, a partire dal 7 maggio 1933 quando vi giocò per la prima volta nell'incontro valido per la Coppa Internazionale e che vide gli Azzurri prevalere sulla Cecoslovacchia per 2-0, che fanno essere la struttura il terzo impianto più utilizzato dopo l'Olimpico di Roma e il Meazza di Milano.
L'anno seguente al primo incontro si disputarono quelli che, a tutt'oggi, restano le due gare più importanti della nazionale nell'impianto fiorentino: la doppia sfida contro la Spagna al Mondiali 1934, nei quarti di finale, che proiettarono gli Azzurri alla conquista del loro primo titolo mondiale: il 31 maggio il primo incontrò terminò 0-0 e il giorno seguente, venne ripetuto con i padroni di casa che si imposero per 1-0.
Dopo che i tifosi gigliati fischiarono la nazionale italiana durante una partita con il Messico nel 1993 a causa di alcuni episodi controversi degli anni precedenti, Firenze venne tenuta fuori dagli impegni della squadra azzurra fino al 1º marzo 2006, quando è stata disputata un'amichevole fra Italia e Germania in un clima più disteso. Da quell'incontro l'impianto è tornato ad ospitare regolarmente partite della nazionale; il bilancio degli Azzurri al Franchi è positivo, dal momento che, delle 30 partite qui giocate, ci sono state 22 vittorie, 8 pareggi e nessuna sconfitta.
Dello stadio Franchi è anche record di spettatori per un incontro casalingo della nazionale, detenuto dall'incontro amichevole con l'Inghilterra disputato il 18 maggio 1952, quando assistettero alla gara 93.000 spettatori. Alcune fonti scrivono invece di 95.000 persone nell'impianto, a fronte degli 84.000 paganti (con un incasso di 65 milioni di lire italiane) e di una struttura che era stata progettata per contenere non oltre 70.000 spettatori.

#### Incontri della nazionale femminile italiana
Il Franchi ha anche ospitato due gare della Nazionale femminile italiana. La prima fu l'8 giugno 2018, incontro valido per le qualificazioni al campionato mondiale femminile di calcio 2019, che vide trionfare le azzurre sul Portogallo per 3-0 garantendosi la qualificazione al mondiale francese dopo 20 anni di assenza; la seconda, il 24 febbraio 2021, contro Israele e vinta per 12-0 nelle qualificazioni al campionato europeo femminile di calcio 2022.

#### Campionato mondiale

Ricardo Zamora in uscita durante - del 31 maggio 1934.

L'Italia ha ospitato il campionato mondiale di calcio nel 1934 e nel 1990, e in entrambe le occasioni lo stadio principale di Firenze venne inserito nella lista degli impianti che avrebbero dovuto ospitare incontri del torneo. Nel 1934 il Giovanni Berta fu selezionato assieme ad altri sette strutture sportive: Littoriale di Bologna, Via del Piano di Genova, San Siro di Milano, Partenopeo di Napoli, Nazionale del PNF di Roma, Littorio di Trieste e Municipale Benito Mussolini di Torino. L'impianto era destinato ad ospitare due gare: una degli ottavi di finale ed una dei quarti di finale, ma dal momento che l'incontro dei quarti tra Italia e Spagna terminò in pareggio anche dopo i tempi supplementari, per il regolamento dell'epoca l'incontro doveva essere disputato nuovamente.
 Germania -  Belgio 5-2 (ottavi di finale, 27 maggio)
 Italia -  Spagna 0-0 (quarti di Finale, 31 maggio)
 Italia -  Spagna 1-0 (quarti di Finale, 1º giugno)
Nel 1990 il Comunale tornò ad ospitare incontri di un Mondiale di calcio, insieme al Stadio San Nicola di Bari, al Renato Dall'Ara di Bologna, al Sant'Elia di Cagliari, al Luigi Ferraris di Genova, al Giuseppe Meazza di Milano, al San Paolo di Napoli, a La Favorita di Palermo, all'Olimpico di Roma, al Delle Alpi di Torino, al Friuli di Udine e al Bentegodi di Verona. L'impianto, oltre ad ospitare una gara dei quarti di finale, venne associato all'Olimpico di Roma come sedi degli incontri del "Gruppo A" della fase a gironi. Nello stadio fiorentino vennero disputati i tre incontri del gruppo nei quali non era presente la "testa di serie" del girone, che era la nazionale di calcio italiana padrona di casa nel torneo. Nel dettaglio gli incontri del Comunale furono i seguenti:
 Stati Uniti -  Cecoslovacchia 1-5 (gruppo A, 10 giugno)
 Austria -  Cecoslovacchia 0-1 (gruppo A, 15 giugno)
 Austria -  Stati Uniti 2-1 (gruppo A, 19 giugno)
 Argentina -  Jugoslavia 0-0 d.t.s.; 3-2 d.c.r. (quarti di finale, 30 giugno)

#### Campionato europeo

La reta decisiva di Dragan Džajić in Jugoslavia-Inghilterra degli Europei 1968

L'Italia ha ospitato la fase finale del campionato europeo di calcio nel 1968 e nel 1980, lo stadio di Firenze venne scelto solamente nel primo dei due tornei, preferendo utilizzare per la seconda occasione i quattro più capienti stadi italiani: l'Olimpico di Roma, il Giuseppe Meazza di Milano, il San Paolo di Napoli e il Comunale di Torino. Gli incontri finali del 1968 furono giocati all'Olimpico di Roma, mentre le due semifinali furono svolte una nel capoluogo toscano e l'altra al San Paolo di Napoli. L'incontro giocato al Comunale fu:
 Jugoslavia -  Inghilterra 1-0 (semifinale, 5 giugno)

#### Giochi olimpici
In occasione dei Giochi della XVII Olimpiade di Roma, celebrati nella capitale italiana dal 25 agosto all'11 settembre 1960, il torneo di calcio venne disputato anche in altre città oltre alla sede di giochi. Vennero utilizzati gli impianti Flaminio di Roma, Fuorigrotta di Napoli, Comunale dell'Aquila, Adriatico di Pescara, Ardenza di Livorno, Comunale di Grosseto e Comunale di Firenze. Nel capoluogo toscano si tennero i seguenti tre incontri della fase a gruppi:
 Francia -  Perù 2-1 (1ª giornata girone D, 26 agosto)
 Jugoslavia -  Turchia 4-0 (2ª giornata girone A, 29 agosto)
 Italia -  Brasile 3-1 (3ª giornata girone B, 1º settembre)

#### Amichevoli internazionali
Argentina 3-2  Uruguay - (20 agosto 2003)

### Rugby

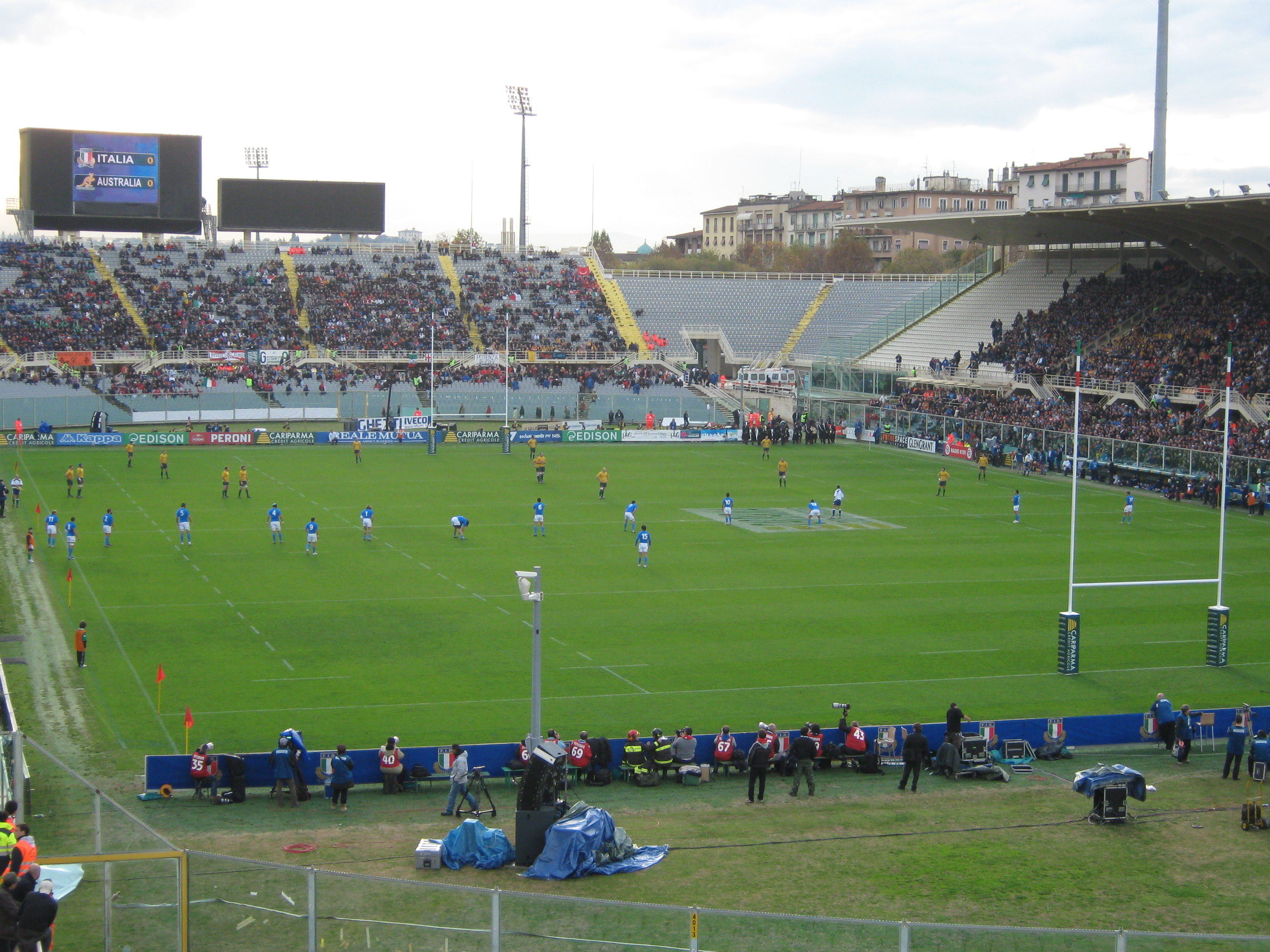
Italia e Australia schierate per l'incontro di rugby del 2010

Il 20 novembre 2010 venne disputato il primo incontro di rugby della nazionale italiana allo stadio Franchi, contro la nazionale australiana e terminato 32 a 14 per gli ospiti. Il 19 novembre 2016 al Franchi viene scritta una pagina di storia per il rugby italiano: in un test match la nazionale italiana batté il Sudafrica per 20 a 18, ottenendo la prima vittoria in assoluto contro una delle quattro nazionali vincitrici nella loro storia della Coppa del Mondo di rugby (Nuova Zelanda, Australia, Inghilterra e appunto gli Springboks). Analogalmente storico fu pertanto anche il test match ivi disputato nel 2022 contro l'Australia, rappresentante anch'esso la prima vittoria di sempre della nazionale azzurra contro una compagine iridata.
Di seguito la lista degli incontri disputati al Franchi dalla nazionale italiana:
 Italia -  Australia 14-32 (test match, 20 novembre 2010)
 Italia -  Australia 19-22 (test match, 24 novembre 2012)
 Italia -  Sudafrica 20-18 (test match, 19 novembre 2016)
 Italia -  Argentina 15-31 (test match, 18 novembre 2017)
 Italia -  Georgia 28-17 (test match, 10 novembre 2018)
 Italia -  Scozia 17-28 (Autumn Nations Cup, 14 novembre 2020)
 Italia -  Australia 28-27 (test match, 12 novembre 2022)

## Eventi musicali
L'impianto ha ospitato, nel corso della sua storia, numerosi concerti musicali. Il 30 giugno 1979 Francesco De Gregori e Lucio Dalla furono i primi a esibirsi nello stadio fiorentino, durante la tournée Banana Republic. De Gregori, Pino Daniele, Fiorella Mannoia e Ron furono protagonisti di un concerto congiunto al Franchi il 24 luglio 2002. Luciano Ligabue ha scelto per sei volte questa struttura come teatro di un suo concerto: il 10 settembre 2002 con il tour LigaLive, il 31 maggio 2006 con Nome & Cognome Tour 2006, il 9 luglio 2008 con ElleElle Stadi, il 13 luglio 2010 con Stadi 2010, il 16 luglio 2014 con Mondovisione Tour e il 25 giugno 2019 con Start Tour. Vasco Rossi ha fatto tappa nello stadio fiorentino per cinque volte; il 16 giugno 1999 per il Rewind Tour, il 25 settembre 2001 durante lo Stupido Hotel Tour, l'11 settembre 2007 per il Vasco Live 2007 e il 12 e 13 giugno 2015 per il Vasco Live Kom '015.

Lo stadio fiorentino durante il concerto di Patti Smith del 10 settembre 1979

Renato Zero ha tenuto tre concerti in questo stadio, il 9 giugno 1999 (Cantiere Fonopoli), il 16 giugno 2004 (Cattura il sogno) e il 13 giugno 2007 (MpZero Tour). Claudio Baglioni cantò al Franchi il 1985 durante il Notti di note Tour e il 27 giugno 2003 durante il tour Tutto in un abbraccio, facendo registrare il tutto esaurito entrambe le volte. Lo stadio fiorentino ha ospitato anche Jovanotti il 23 giugno 2013, durante il Backup Tour - Lorenzo negli stadi 2013, e il 4 e 5 luglio 2015 per il Lorenzo negli Stadi Tour 2015. Tiziano Ferro si esibì in quest'impianto il 23 giugno 2015 durante Lo stadio Tour 2015 e per l'ultima tappa de Il mestiere della vita Tour 2017 il 15 luglio 2017. Il gruppo Rockin'1000 si radunò al Franchi il 21 luglio 2018 per il That's Live Firenze, suonando insieme a Courtney Love, Peppe Vessicchio, Cesareo e Saturnino. L'8 luglio 2019 si esibirono invece nello stadio toscano Laura Pausini e Biagio Antonacci.
Anche molti tra i principali artisti musicali internazionali si sono esibiti nello stadio di Firenze; la prima fu Patti Smith, che cantò al Comunale il 10 settembre 1979, davanti a oltre 50 000 persone, seguita da Iggy Pop l'11 maggio 1980 e dai The Clash, in una tappa dell'Impossible Mission Tour, il 23 maggio 1981. Nel 1987, in pochi mesi, alcune tra le più illustri personalità del mondo della musica, si esibirono nello stadio fiorentino; il 9 giugno, David Bowie scelse l'impianto di Firenze per il suo primo concerto italiano, durante lo Glass Spider Tour, registrando il tutto esaurito, preceduto dai Duran Duran il 7 giugno, con il tour Strange Behaviour. Madonna concluse il Who's That Girl World Tour nell'impianto toscano il 6 settembre dello stesso anno, registrando anch'essa il tutto esaurito; la cantante statunitense scelse il Franchi anche per una tappa del MDNA Tour il 16 giugno 2012. Sting si esibì poi nell'impianto toscano il 29 aprile 1988. Anche Bruce Springsteen ha fatto più volte tappa nel principale stadio del capoluogo toscano, prima l'8 giugno 2003 nel corso del The Rising Tour di fronte a 40 000 persone, poi il 10 giugno 2012 per il Wrecking Ball World Tour con 45 000 spettatori.
Si ipotizza che nel giugno 2024 possa concretizzarsi una tappa del Tour 2024 dell'artista italiano Vasco Rossi, previo avallo della ACF Fiorentina. Tuttavia l'accordo è ancora in via di definizione.